# Kasztanowiec pospolity

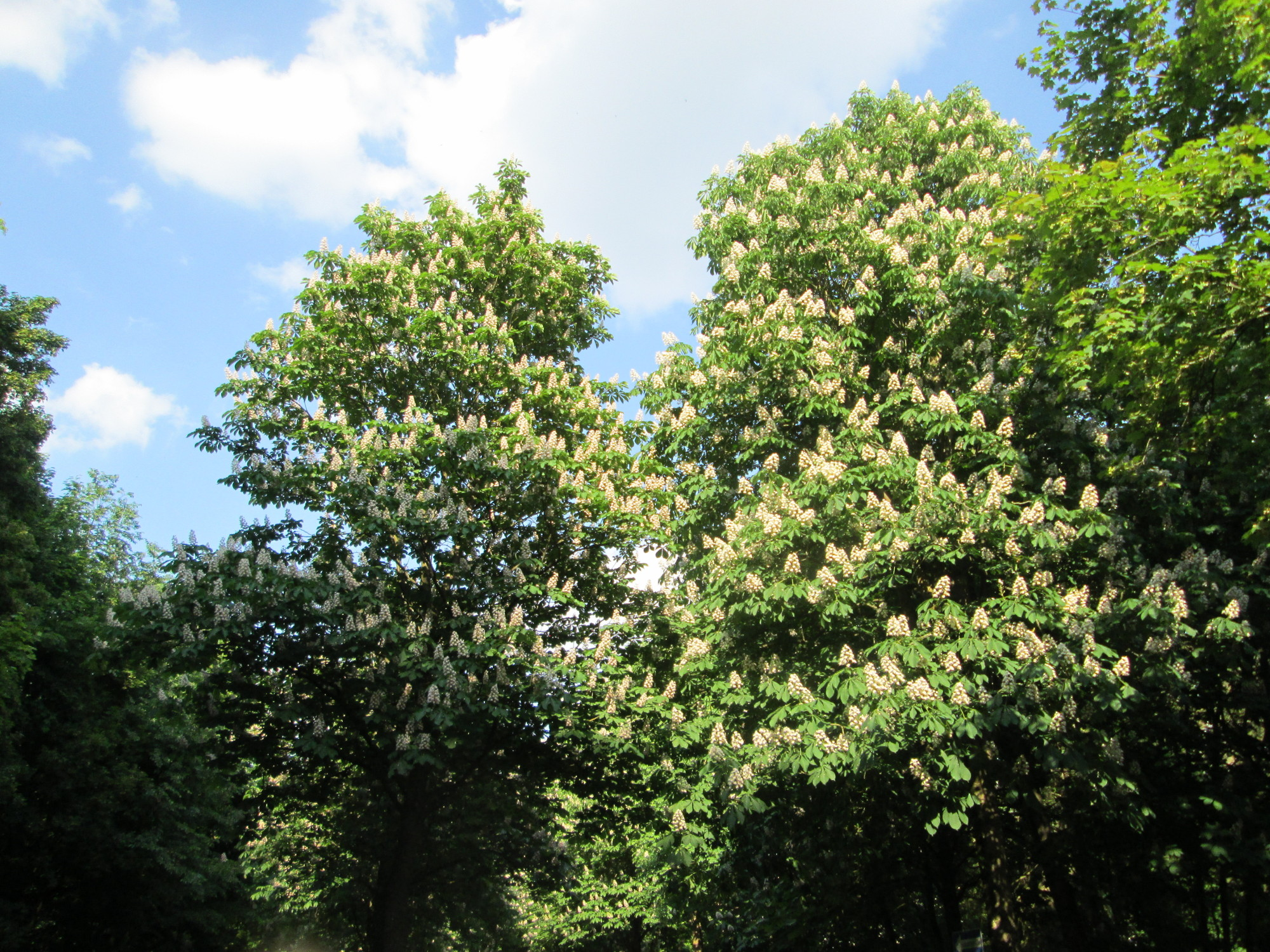
Kasztanowce w czasie kwitnienia

Kasztanowiec pospolity, kasztanowiec zwyczajny, kasztanowiec biały (Aesculus hippocastanum L.) – gatunek drzewa z rodziny mydleńcowatych. Pochodzi z Półwyspu Bałkańskiego, gdzie rośnie bardzo nielicznie w lasach i uznawany jest za gatunek narażony na wyginięcie. Został rozprzestrzeniony w czasie ekspansji tureckiej w Europie w XVI i XVII wieku i obecnie pospolicie jest uprawiany na tym i innych kontynentach. Sadzony jest głównie na terenach zurbanizowanych i przy drogach jako drzewo ozdobne i cieniodajne. Ze względu na mało wartościowe drewno nie ma znaczenia w gospodarce leśnej. Użytkowany jest także jako roślina lecznicza, kosmetyczna, miododajna, dawniej wyrabiano z nasion klej i stosowano je jako paszę. Od końca XX wieku znaczne szkody w uprawie tego gatunku czyni szrotówek kasztanowcowiaczek – drobny motyl, którego larwy żerują w liściach kasztanowca, dokonujący inwazji na kontynencie europejskim. Narasta też zagrożenie tego gatunku innymi patogenami.

## Rozmieszczenie geograficzne
Kasztanowiec pospolity jest jedynym europejskim przedstawicielem swego rodzaju i jego współczesny zasięg ma charakter reliktowy. Gatunek był rozpowszechniony na kontynencie we wczesnym plejstocenie ok. miliona lat temu, ale przetrwał tylko w trzech izolowanych obszarach na Półwyspie Bałkańskim. Ze względu na rolę jaką mogli pełnić wielcy roślinożercy dla rozprzestrzeniania dużych nasion tego gatunku, za jedną z możliwych przyczyn znaczącego ograniczenia areału w plejstocenie uznaje się wymarcie w tym czasie megafauny. Główny obszar naturalnego występowania tego gatunku współcześnie, to góry Pindos w północno-zachodniej i środkowej Grecji (Epir-Macedonia Zachodnia i Tesalia-Grecja Środkowa), w południowej Albanii i Macedonii Północnej. Drugi obszar położony jest w rejonie góry Osa na wschodnim wybrzeżu Tesalii w Grecji. Trzeci we wschodniej części Starej Płaniny we wschodniej Bułgarii, gdzie w rejonie Presławskiego Bałkana rośnie znaczna liczba drzew i w dużym zagęszczeniu. W Grecji znanych jest w sumie około 100 stanowisk tego gatunku, ale rośnie na nich nie więcej jak 1,5 tysiąca drzew łącznie. W południowej Albanii rośnie poniżej 500 drzew, przy czym na żadnym ze stanowisk nie ma ich więcej niż 50. Poza południem kraju rośnie w dwóch miejscach na wschodzie kraju i jednym na północy. W Macedonii gatunek obecny jest w trzech parkach narodowych w zachodniej części kraju.
Gatunek został szeroko rozprzestrzeniony poza swoim naturalnym zasięgiem. Dobrze udokumentowane jest dostarczenie kasztanowca z Konstantynopola, gdzie był uprawiany, do Wiednia w 1576 i 1581 roku, skąd rozprzestrzeniony został dalej w Europie Środkowej i Zachodniej. Botanicy europejscy dostawali informacje o kasztanowcu już jednak wcześniej, np. Pierandrea Matthioli podczas pobytu w Pradze w 1557 opisał kasztanowca na podstawie gałązki otrzymanej z Konstantynopola. Niewykluczone jest także, że we Włoszech w tym czasie kasztanowiec już trafił do uprawy – jego rysunek wykonał w 1563 Giacomo Antonio Cortuso z ogrodu botanicznego w Padwie, a Jean Bauhin wspominał, że oglądał ten gatunek we Florencji, gdzie był w 1562. W każdym razie w niedługim czasie później kasztanowiec został rozprzestrzeniony w Europie – do Francji gatunek trafił w 1615, a do Anglii w 1633. W Polsce znaleźć się mógł już w XVI wieku (Stefan Batory miał kazać sadzić „stroyne kaśtańce” przy Pałacu Królewskim w Łobzowie).
Gatunek został spopularyzowany jako drzewo ozdobne, stając się jednym z kilku gatunków rozprzestrzenionych w Europie w związku z ekspansją turecką (obok lilaka pospolitego i ketmii syryjskiej). Z upraw kasztanowiec pospolity dziczeje, rozsiewając się zarówno na siedliskach antropogenicznych, jak i naturalnych. Zwłaszcza w zachodniej Europie gatunek łatwo dziczeje – w Anglii, północnej Francji, w Niemczech, Danii i Czechach jest często rejestrowany w lasach, rzadziej w Polsce, na Słowacji, Węgrzech i dalej w południowej i wschodniej Europie. Chociaż na rozległych obszarach Europy jest gatunkiem obcym i zadomowionym (ma status kenofita), nie jest uznawany za uciążliwy gatunek inwazyjny.
Jako gatunek introdukowany rośnie też w Ameryce Północnej, gdzie lokalnie pojawia się też jako dziczejący na wschodzie kontynentu oraz na północnym zachodzie Stanów Zjednoczonych i w Kolumbii Brytyjskiej. Uprawiany jest także m.in. w Chinach i na Nowej Zelandii.
Mimo rozprzestrzenienia kasztanowca pospolitego w uprawie długi czas nieznana pozostawała ojczyzna tego gatunku. Botanicy europejscy (w tym np. Karol Linneusz) uważali, że pochodzi z gór Indii. W niektórych nawet współczesnych źródłach pojawia się informacja, że gatunek ten rośnie naturalnie w Azji, co wynikać może stąd, że dawniej nie odróżniano go od kasztanowca indyjskiego A. indica. Gatunek ten wygląda bardzo podobnie, ale ma owoce bez kolców i jest bardzo wrażliwy na mróz. Poza tym sądzono też, że kasztanowiec pospolity może rosnąć gdzieś w Azji Mniejszej, skoro do Europy sprowadzony został z Konstantynopola. Dopiero w latach 90. XVIII wieku angielski podróżnik John Hawkins trafił na kasztanowca pospolitego w greckich górach Pindos i Pelion, co odnotowane zostało w pracy Johna Sibthorpa pt. Florae Graecae Prodromus wydanej w 1806. Informacja ta nie została jednak uznana za wiarygodną i była pomijana lub dyskredytowana w kolejnych publikacjach botanicznych, aż do ponownego odkrycia stanowisk tego gatunku w trudno dostępnych górach Pindos w 1879, czego dokonał niemiecki botanik Theodor von Heldreich, wówczas dyrektor ogrodu botanicznego w Atenach.

## Morfologia
PokrójDrzewo dorastające zwykle do 20–25 m wysokości, ale w klimacie łagodnym (Anglia) osiąga do 36–39 m przy 670 cm obwodu pnia. W Polsce największe okazy osiągają ok. 30 m wysokości i ok. 600 cm obwodu pnia. Z kolei na naturalnych stanowiskach, na skalistych stokach, czasem rośnie także jako krzew. Korona drzewa jest regularna, gęsta, owalna, cylindryczna lub kopulasta, z dolnymi gałęziami zwisającymi do ziemi i nierzadko zakorzeniającymi się. Drzewa mają silnie rozbudowany system korzeniowy, z korzeniem palowym i licznymi korzeniami bocznymi rozrastającymi się płasko i płytko.
Pień, pędy i pąkiPień jest masywny, często skręcony wokół własnej osi, co zwiększa odporność na działanie wiatru. Od małej wysokości rozwidla się na wznoszące się stromo główne konary. Kora starszych pni szarobrunatna, łuszczy się tafelkowato cienkimi płatami. Pędy są grube, za młodu gęsto, brązowo owłosione. Starsze pędy są nagie. Młode pędy wznoszą się ku górze, z wiekiem szybko jednak zaczynają się rozpościerać poziomo. Pąki duże, zwłaszcza szczytowe, szczególnie grube są pąki kwiatowe. Osiągają do 2,5 cm (czasem do 5 cm) długości i 1,5 cm średnicy, boczne pąki znacznie mniejsze. Łuski okrywające pąki ściśle przylegają, są ciemnobrązowe lub czerwonobrązowe, błyszczące i lepkie od pokrywającej je substancji balsamicznej. Blizny liściowe jasne, z łukowato ułożonymi śladami 3–9 wiązek przewodzących.

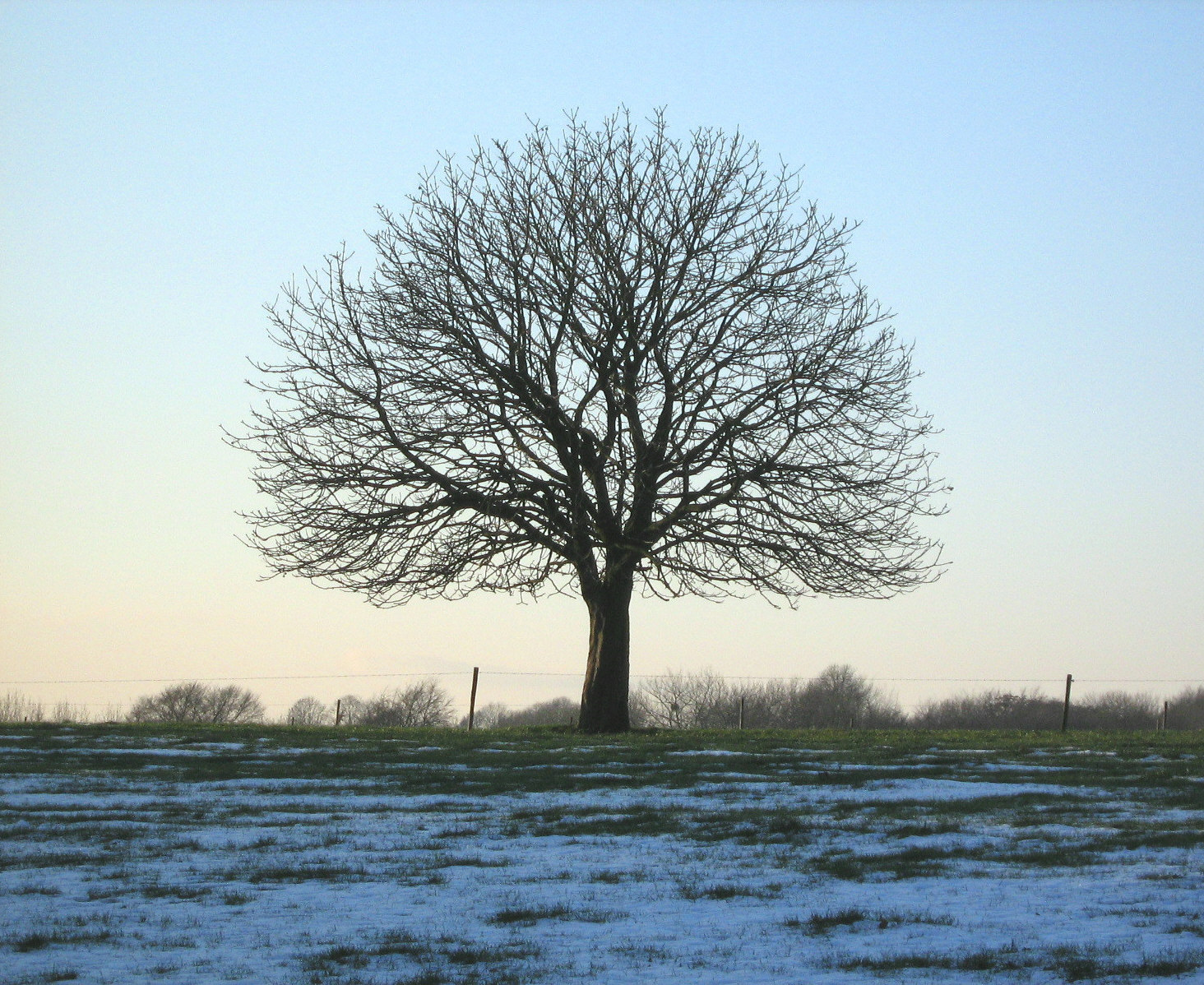
Pokrój drzewa
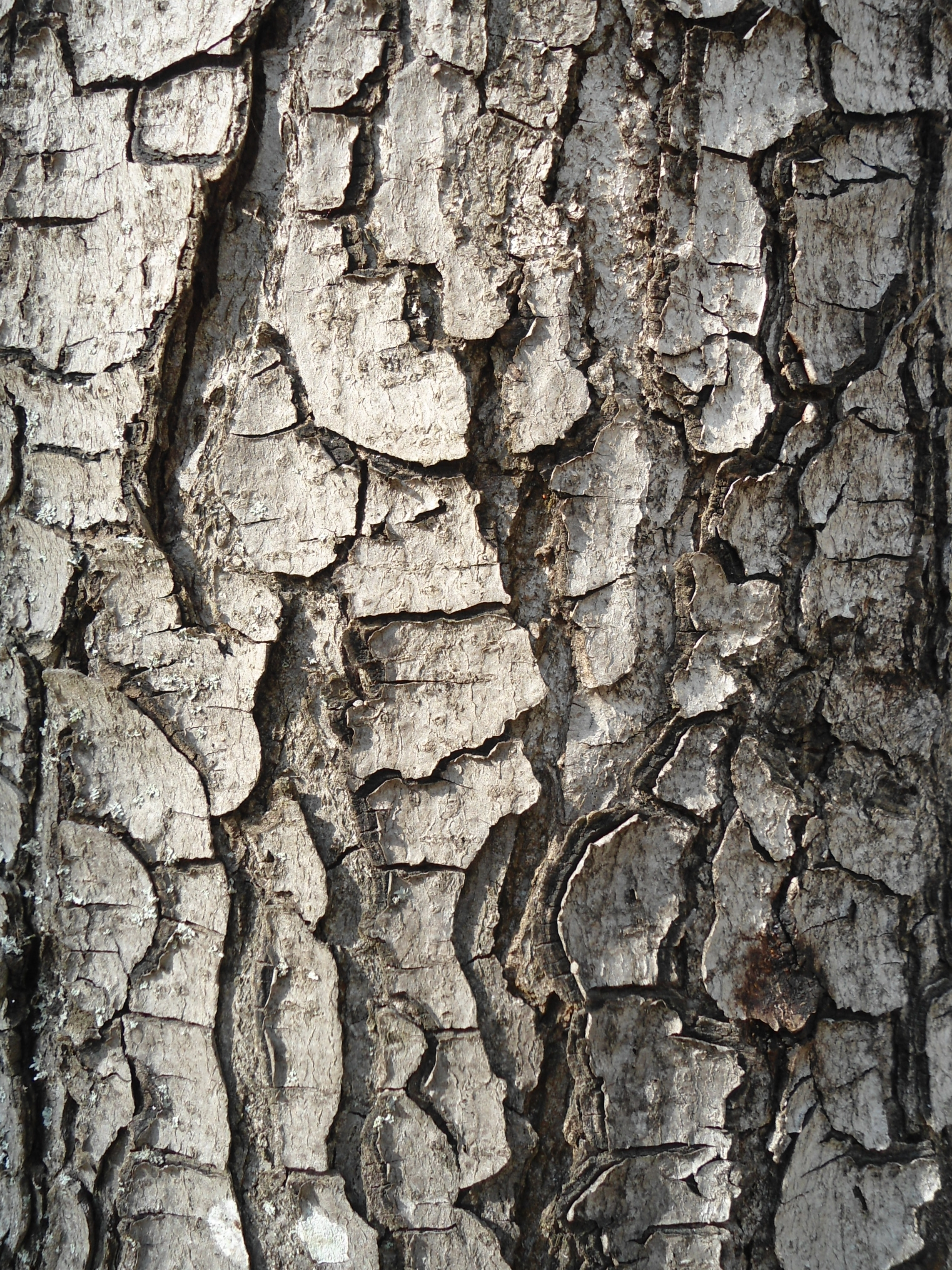
Kora
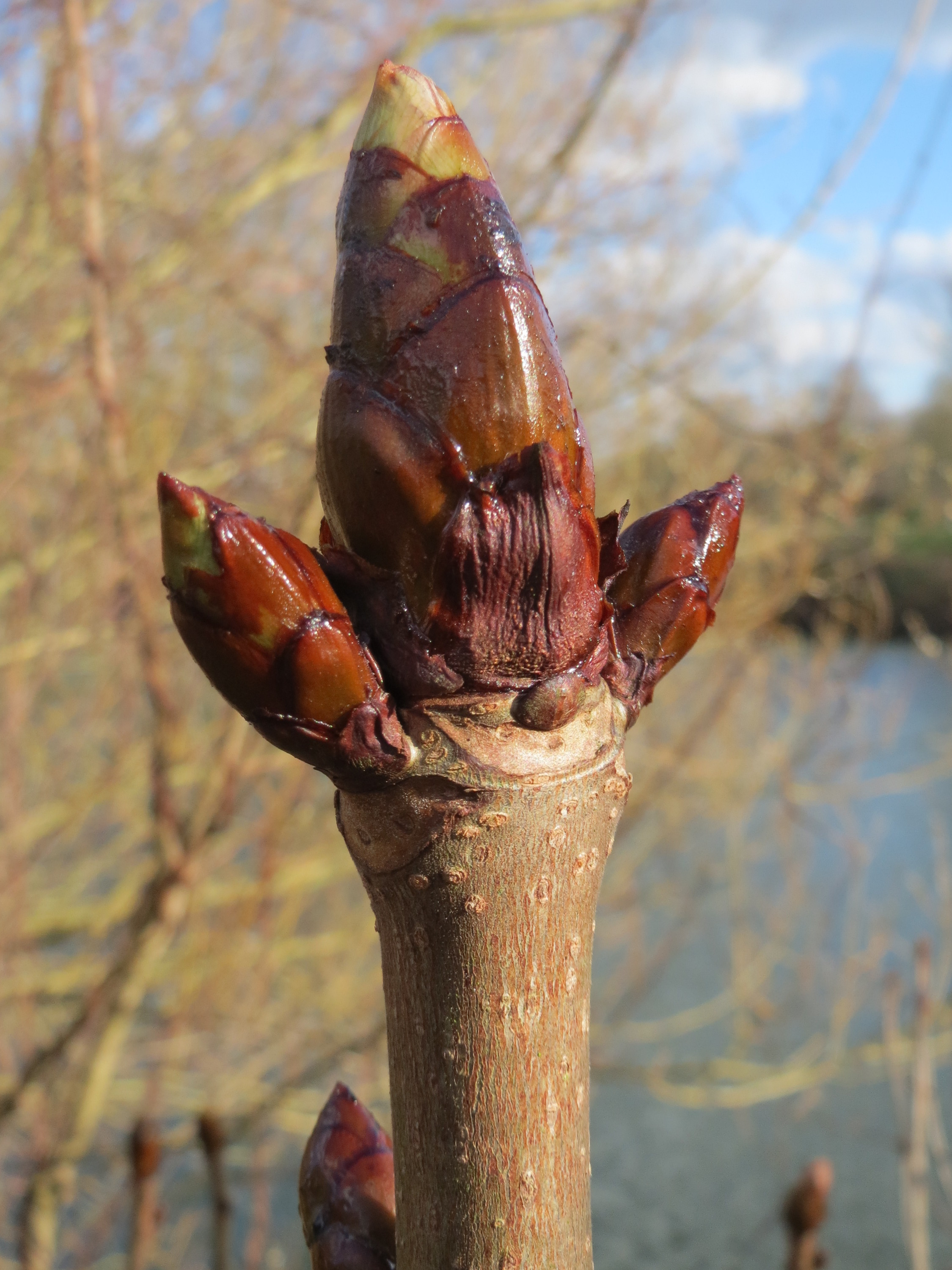
Pąki
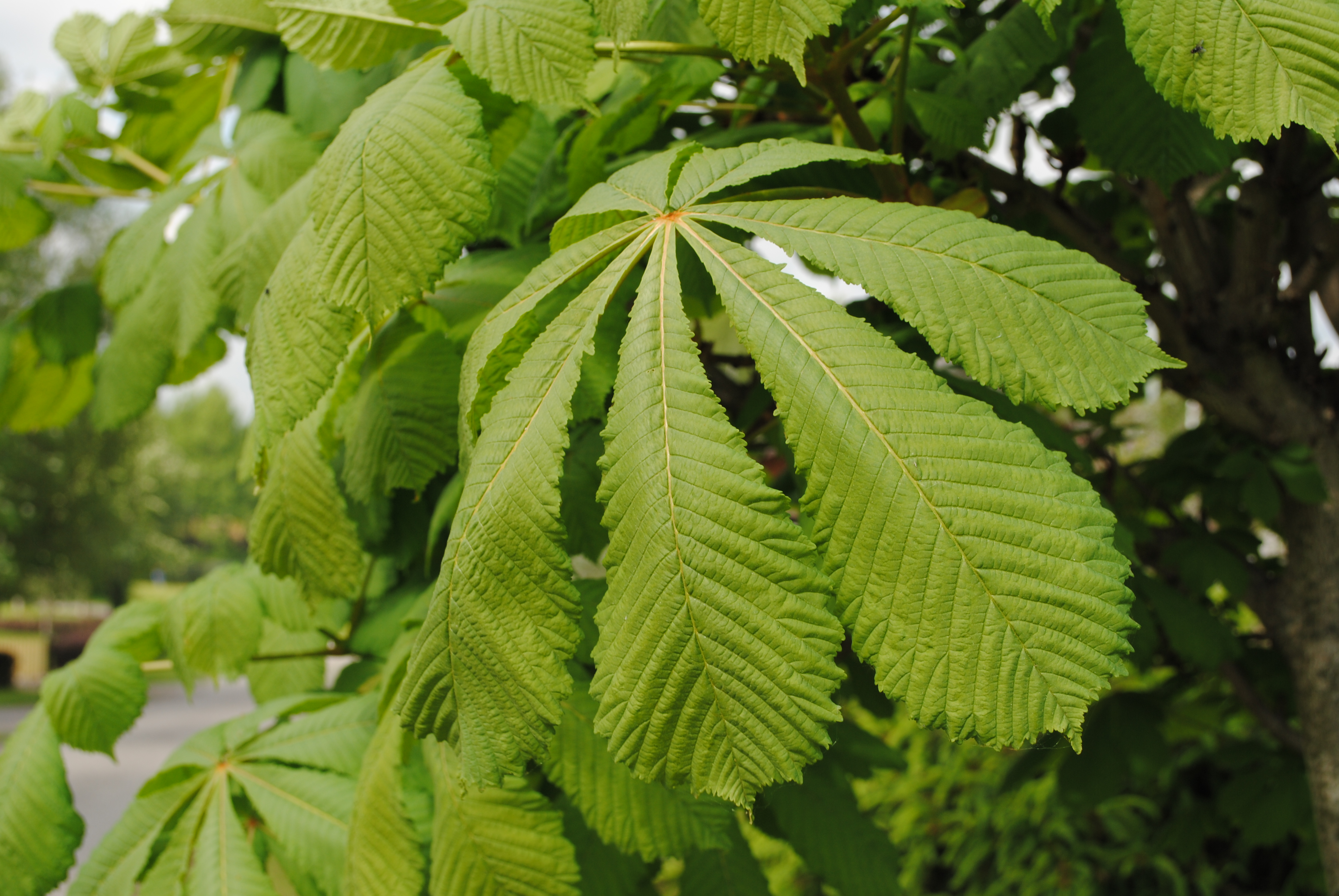
Liście

LiścieRozwijając się okryte są rudobrązowymi, wełnistymi i gęstymi włoskami. Kutner ten szybko jednak zanika. Liście są naprzemianległe i długoogonkowe – ogonki mają 7–20 cm długości. Blaszka liściowa osiągająca do 60 cm średnicy jest dłoniastodzielna, złożona z 5 do 7 listków siedzących (cecha charakterystyczna dla sekcji Hippocastanum). Mają one kształt odwrotnie jajowaty z nasadą klinowatą, brzeg podwójnie piłkowany. Środkowy listek jest najszerszy (do 10 cm szerokości), skrajne są najmniejsze. Listki osiągają do 10–25 cm długości. U kasztanowca pospolitego występuje zjawisko anizofilii – o ile w parach liści wyrastających równolegle do ziemi (po bokach pędu) blaszki są podobnych rozmiarów, to w przypadku par z jednym liściem wyrastającym po dolnej, a drugim po górnej stronie pędu – ten drugi zawsze jest mniejszy. Górna strona blaszki jest na młodych liściach żółtawozielona, w ciągu lata staje się ciemnozielona, naga i połyskująca. Dolna strona jest jaśniejsza z pęczkami żółtobrunatnych włosków (domacjami) w kątach wiązek przewodzących. Jesienne zabarwienie liści jest żółte i brązowo-żółte.
U kasztanowców występują tylko tzw. liście wczesne – rozwijające się z zawiązków obecnych w pąkach zimowych. W normalnych sytuacjach nie powstają nowe liście w ciągu sezonu wegetacyjnego, dlatego po ataku szkodników drzewo nie może odtworzyć listowia.

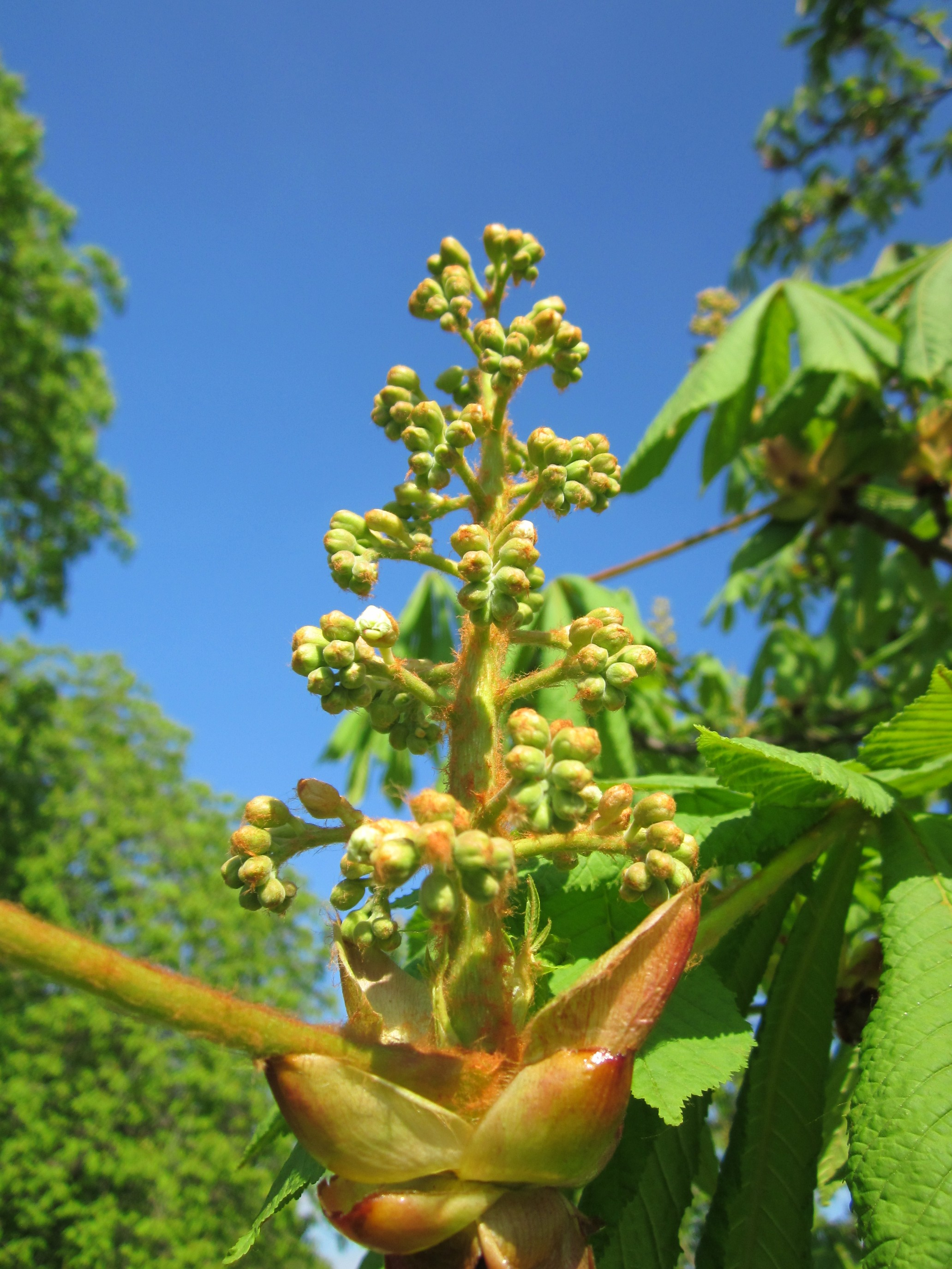
Kwiaty w pąkach
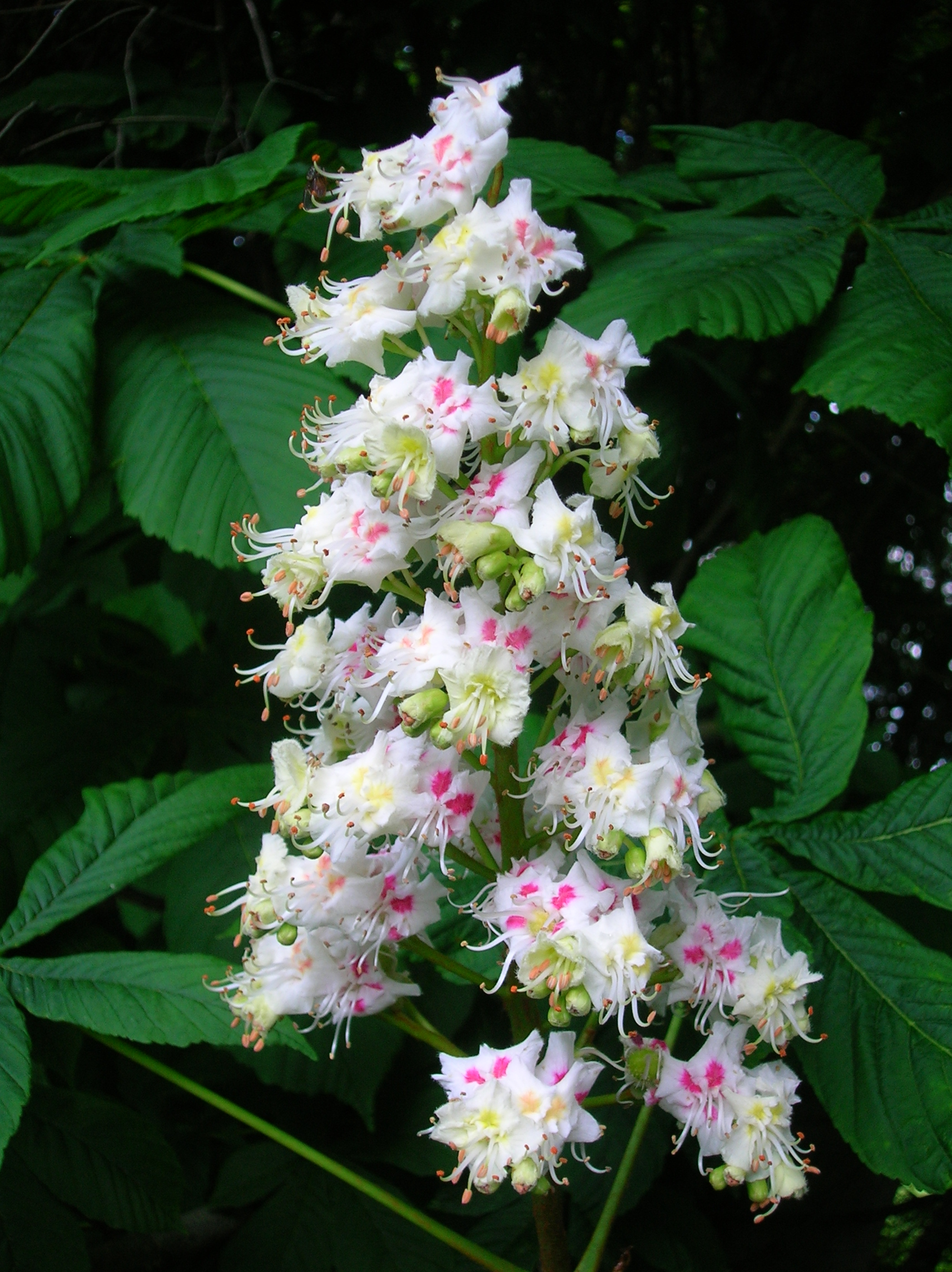
Kwiatostan
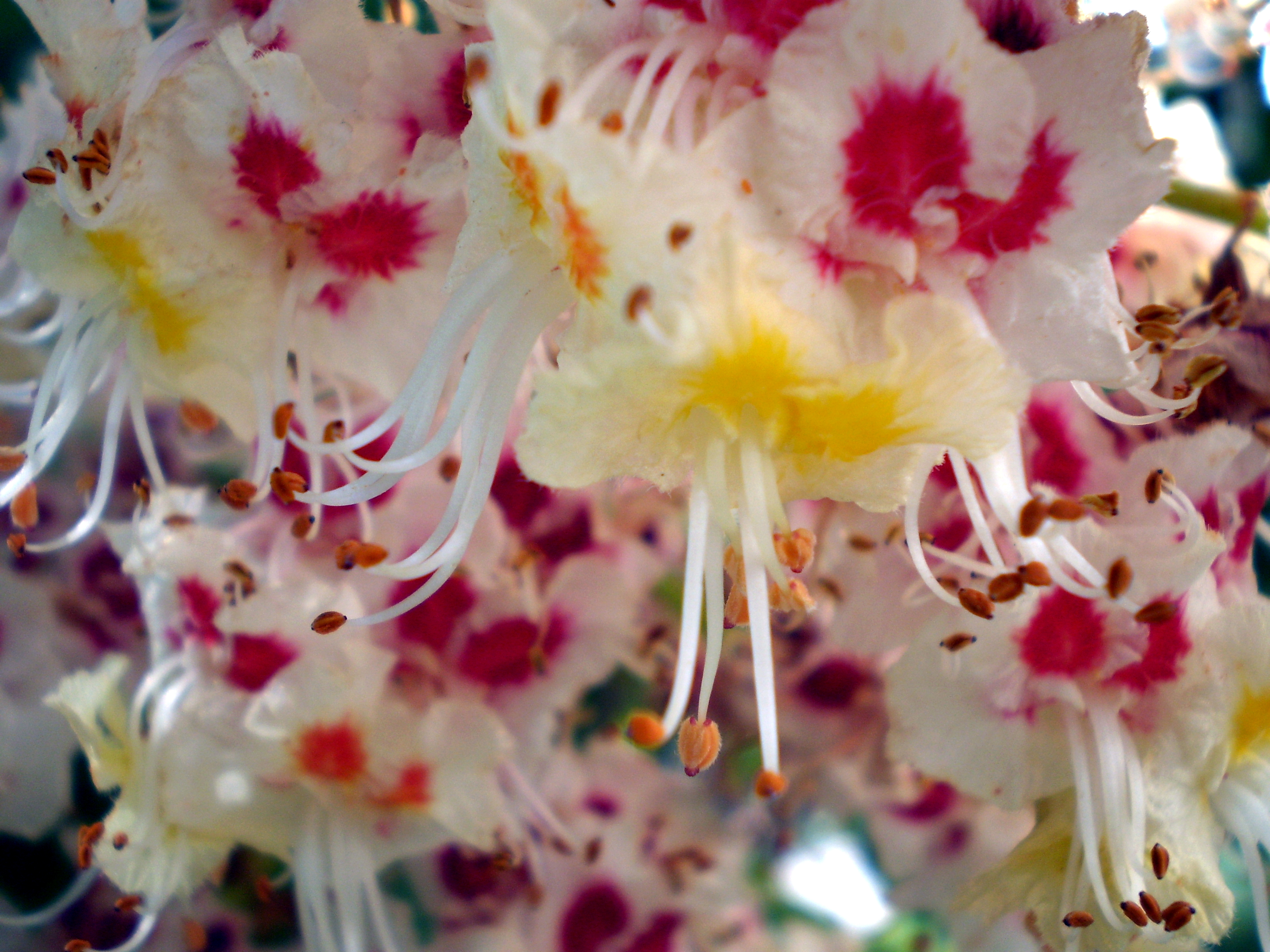
Kwiaty zapylone (czerwone) i czekające na zapylacza (żółte)

KwiatyZebrane po 25–50 w gęste, stożkowate i wzniesione kwiatostany wiechowate o wysokości od 20 do 30 cm. Powstają one na końcach pędów. Szypuła kwiatostanu osiąga 3–5 cm długości i jest naga lub pokryta czerwonobrązowymi włoskami. Poszczególne kwiaty osadzone są na szypułkach długości od 3 do 6 mm.
Kwiaty są grzbieciste z wyjątkiem szczytowego w kwiatostanie. Kielich dzwonkowaty, z 5 dużymi ząbkami, jasnozielonymi, o wysokości 5–6 mm, od spodu owłosiony. Poszczególne kwiaty mają do 2 cm średnicy, przy czym często mniej ze względu na zawijanie się brzegów płatków. Płatki korony występują w liczbie 4 lub 5, są białe i wolne. U nasady dwóch górnych płatków występują początkowo żółte plamki, które po zapyleniu ciemnieją – stają się czerwone. Płatki są omszone i orzęsione wzdłuż brzegów. Pręcików jest 5–8 (najczęściej 7). Ich pomarańczowe pylniki o długości do 1,3 mm wystają poza koronę na długich, wygiętych ku dołowi i podnoszących się na końcach nitkach. Nitki te są białe, o nierównej długości (od 1 do 2 cm) i owłosione w dolnej części. Nitki pręcików mają różną długość. Pyłek jest barwy czerwonej. Zalążnia górna, trójkomorowa, jajowata i omszona. Zawiera po dwa zalążki w każdej z komór. Szyjka słupka biała, cienka, wygięta ku górze i zakończona na szczycie drobnym, punktowym znamieniem. U nasady pręcików znajduje są jednostronnie wykształcony, czterołatkowy dysk miodnikowy. W różnych kwiatach występuje redukcja męskich lub żeńskich organów i w efekcie u kasztanowca pospolitego występuje tzw. trimonoecja – na jednej roślinie mogą występować kwiaty obupłciowe, męskie i żeńskie. Kwiaty obupłciowe dla uniknięcia samozapylenia są przedsłupne. W górnej części kwiatostanu występują z reguły tylko kwiaty męskie, w dolnej – żeńskie, a w środkowej – obupłciowe.
OwoceRozwijają się tylko z 2–5, rzadko do 8 kwiatów w dolnej części kwiatostanów. Są to kolczaste (kolce do 1 cm długości), zielone torebki o średnicy do 6 cm. Dojrzewając, brązowieją i otwierają się trzema klapami. Zawierają najczęściej jedno, rzadziej dwa–trzy nasiona, zwane kasztanami. Mają one kształt kulisty lub są bocznie spłaszczone, jeśli w owocu jest ich więcej niż jedno. Osiągają ok. 4 cm średnicy. Łupina nasienna jest ciemnobrązowa z wyraźnie jaśniejszą, białawą i matową plamą stanowiącą tzw. znaczek (hilum) tj. pozostałość po mocowaniu sznureczka zalążka. Masa tysiąca nasion wynosi od 9 do ponad 15 kg.

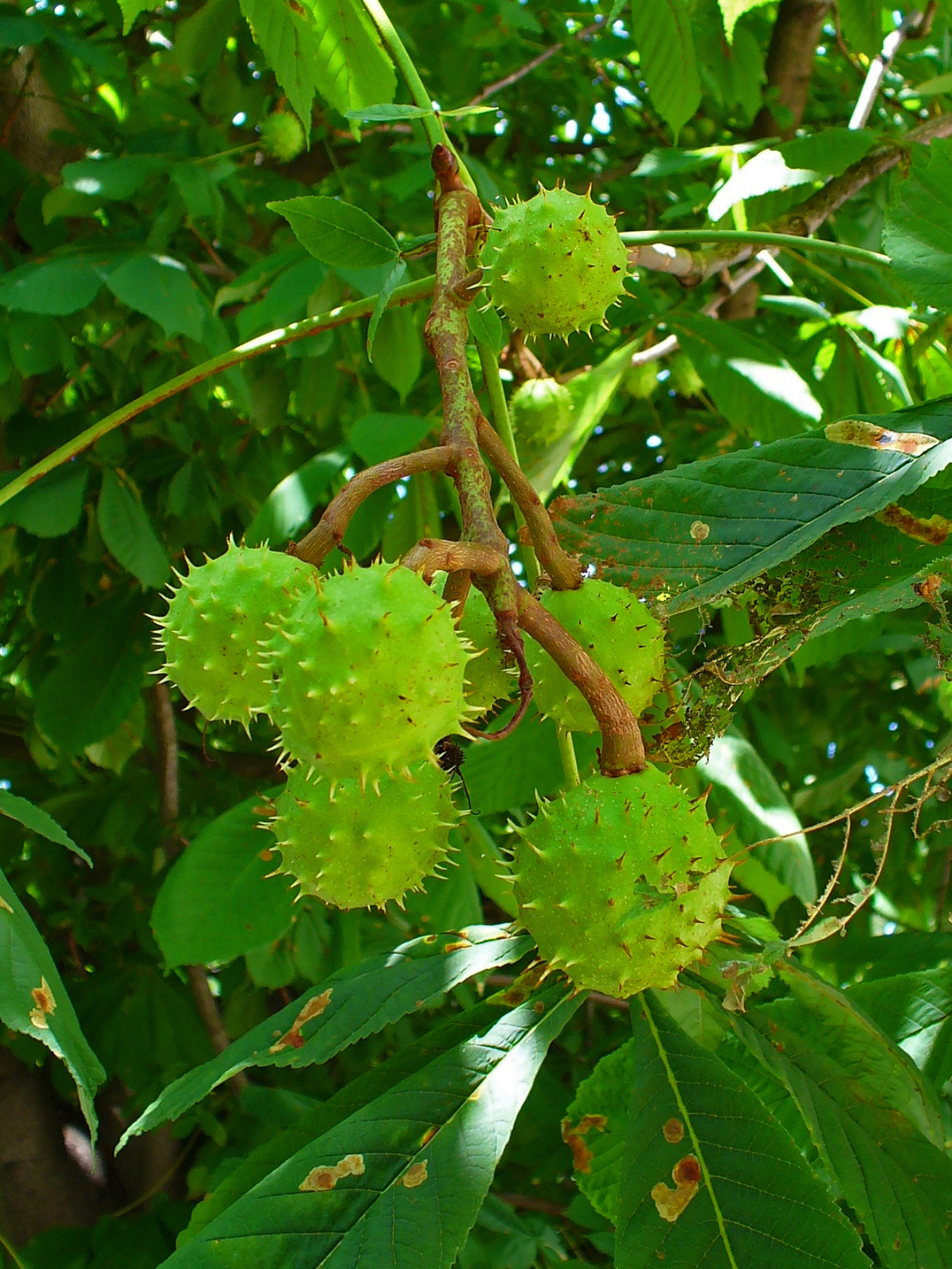
Dojrzewające owoce
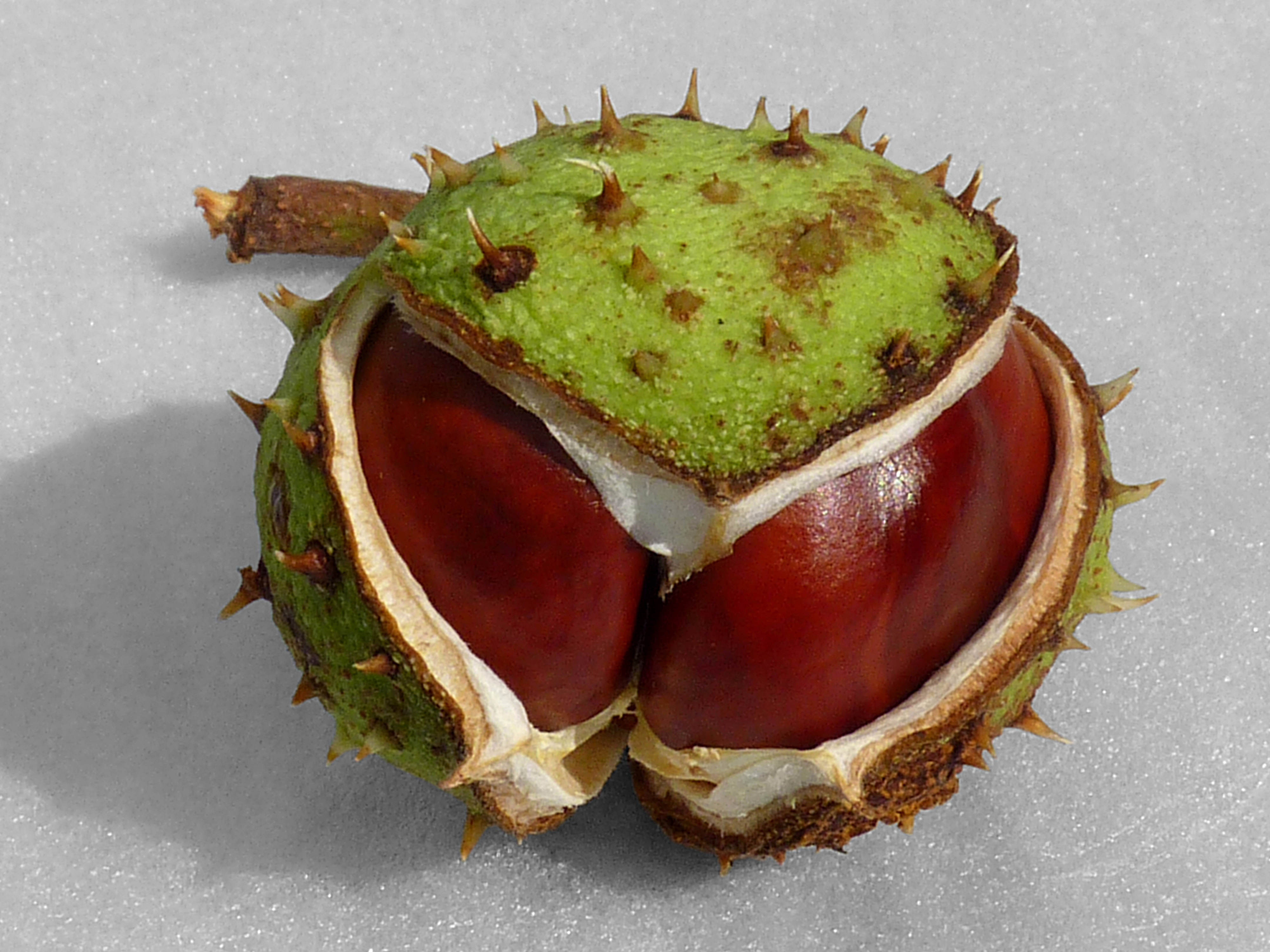
Dojrzały, otwierający się owoc
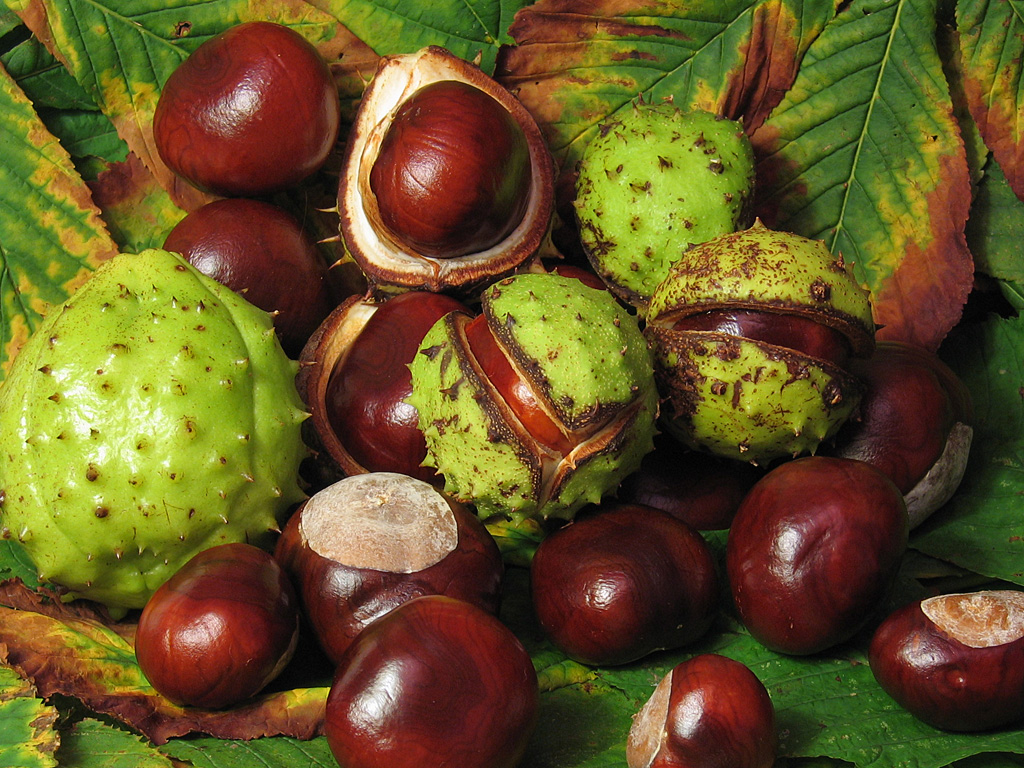
Owoce z nasionami

## Anatomia i skład chemiczny
Charakterystyczne dla kasztanowca pospolitego są koletery – gruczoły obecne na łuskach pąków. Wydzielają one lepką mieszaninę terpenów i śluzów do przestrzeni znajdujących się pod kutykulą, skąd wydostaje się ona przez jej spękania na zewnątrz.
Liczba chromosomów wynosi 2n = 40. Wielkość genomu jest niewielka i wynosi 2C = 1,122 pg (cały rodzaj Aesculus cechuje się niewielką ilością materiału genetycznego).

### Budowa drewna

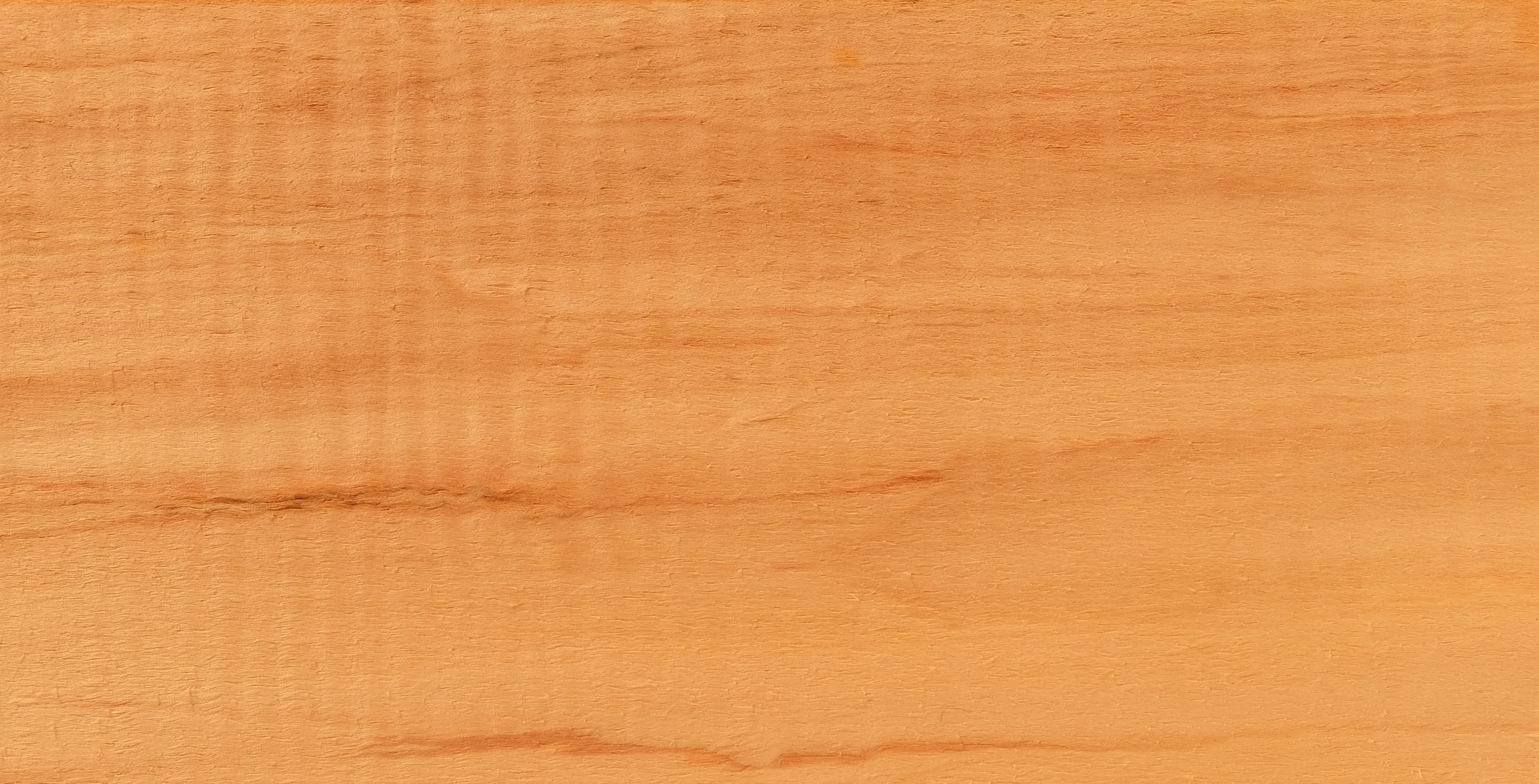
Drewno kasztanowca

Drewno rozpierzchłonaczyniowe – naczynia są równomiernie rozłożone, liczne, drobne do średnich. Drewno bielaste i twardzielowe nie różnią się znacząco, ewentualnie bielaste jest barwy białożółtej, a twardzielowe ciemniejsze – pomarańczowoczerwone. Przyrosty roczne widoczne na przekroju jako jasne linie na ich granicy. Rysunek drewna na przekroju promieniowym uzupełniają niewielkie promienie drzewne. Drewno jest umiarkowanie lekkie, jednorodne i miękkie, jego gęstość w stanie suchym wynosi według różnych źródeł od 460 do 550 kg/m³, jest trudno łupliwe. Ma przyjemny, aromatyczny zapach, opisywany też jako przypominający zapach tartych bulw ziemniaków.

### Fitochemia
Kwiaty i liście kasztanowca z substancji czynnych zawierają: flawonoidy, kumaryny, kwasy fenolowe, leukocyjanidyny, taniny, saponiny, adenozynę, adeninę, guaninę, rutynę i astragalinę. W pędach występuje m.in. alantoina. Kora cechuje się dużą zawartością kumaryn takich jak: eskulina, eskuletyna, fraksyna, skopoletyna, a poza tym: tanin, saponin i flawonoidów. W nasionach kasztanowca znajduje się przede wszystkim skrobia (do 50% lub nawet 60%), poza tym: od 3 do 13% saponin, 0,15% flawonoidów (głównie pochodne kwercetyny i kemferolu), taniny katechinowe, węglowodany, sterole, sole mineralne, olejki eteryczne. Ok. 8% masy nasion stanowią oleje roślinne, a 10% białka. Wśród saponin kasztanowca wyizolowano ok. 30 różnych acylowanych glikozydów trójterpenowych, w których część cukrową stanowią kwasy uronowe, glukoza, ksyloza i galaktoza, a aglikonami są pochodne penta- i heksahydroksy-β-amaryny. Mieszanina saponin z nasion kasztanowca zwana jest escyną.
Właściwości toksyczneZe względu na duże stężenie saponin najbardziej toksyczne dla ludzi są niedojrzałe owoce (najwyższe stężenia występują w nich od połowy lipca do połowy września), w nieco mniejszym stopniu dojrzałe nasiona, ale we wszystkich pozostałych organach także występują te trujące związki, choć w mniejszych ilościach. Dawka nieszkodliwa saponin kasztanowca wynosi 87,5 mg na kg masy ciała. W przypadku łagodnego zatrucia (po spożyciu 1–2 nasion) pojawiają się objawy żołądkowo-jelitowe (pieczenie w jamie ustnej, wymioty, bóle brzucha, biegunka). W cięższych przypadkach objawy już daje ośrodkowy układ nerwowy (majaczenie, senność), wystąpić może krwawa biegunka a w końcu porażenie mięśni oddechowych i zgon. Saponiny szczególnie łatwo wchłaniają się w przypadku uszkodzeń (nadżerek) w układzie pokarmowym spowodowanych na przykład powtarzającym się spożywaniem nasion kasztanowca (udokumentowano zgon dziecka, które zjadło nasiona kasztanowca dwukrotnie w odstępie dwóch dni). Zdarzają się także reakcje uczuleniowe w wyniku kontaktu ze skórą lub drogami oddechowymi np. na klej zawierający mączkę kasztanową.
W postępowaniu przedlekarskim w przypadku spożycia nie więcej jak dwóch kasztanów zaleca się podanie zatrutemu węgla aktywnego w wodnej zawiesinie (do 30 mg w przypadku dziecka i do 100 mg w przypadku dorosłego). W przypadku spożycia większej liczby kasztanów należy wywołać wymioty (jeśli od ich zjedzenia nie upłynęło więcej jak 30 minut). Zawsze należy podać dużą ilość wody lub mleka (około 100 ml na 1 kg masy ciała w przypadku dzieci).

## Rozwój

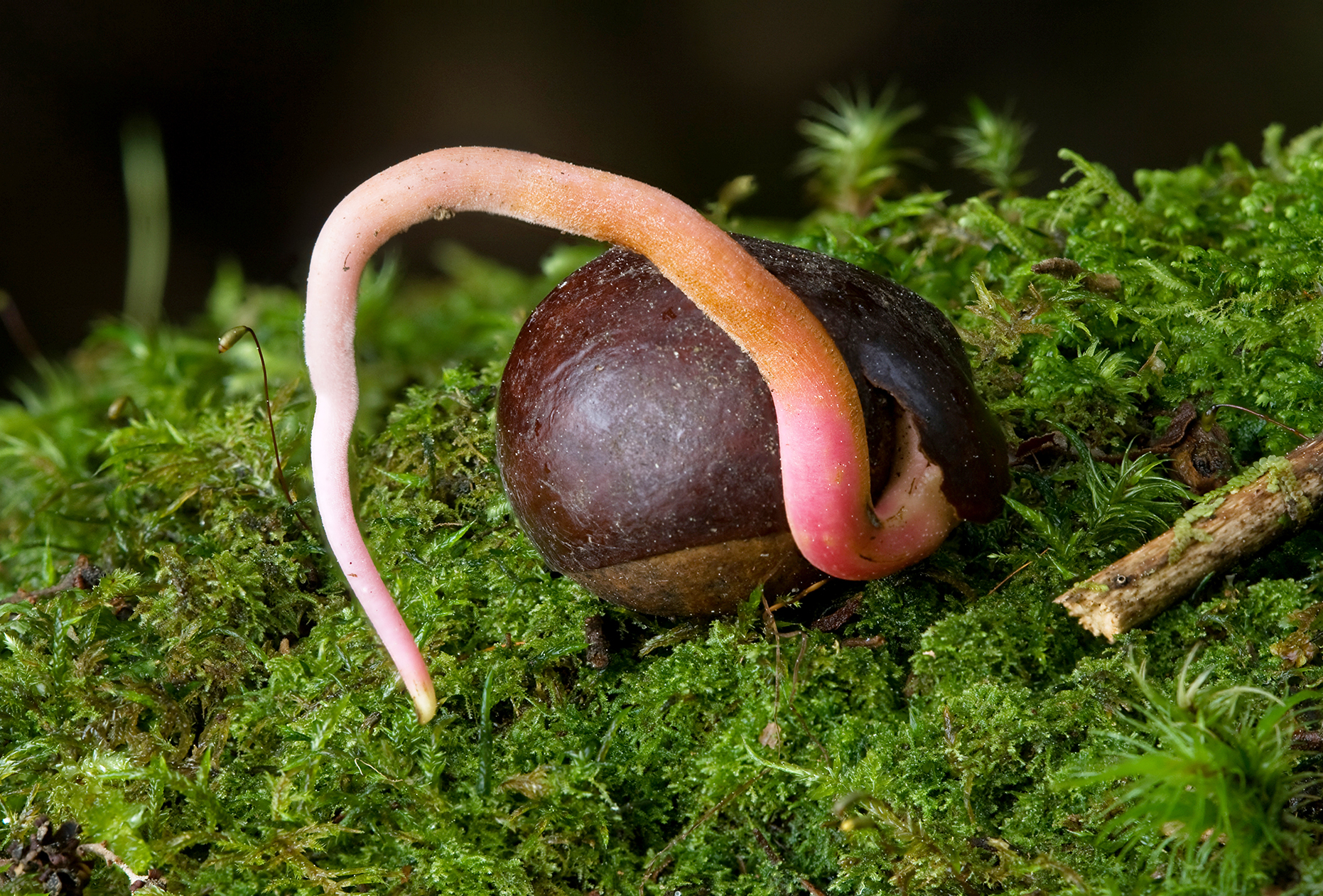
Kiełkujące nasiono kasztanowca

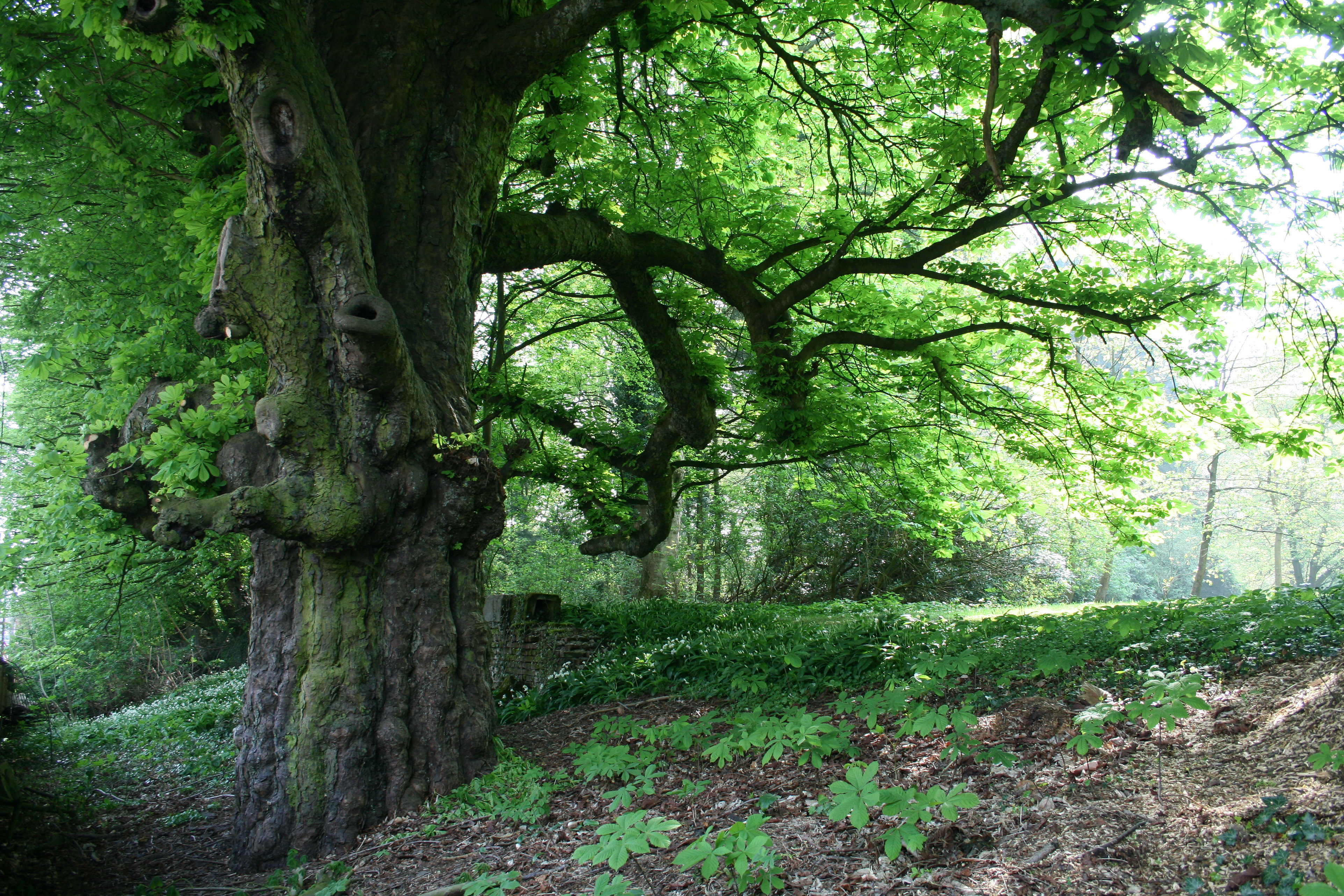
Stary okaz o obwodzie pnia ponad 5 m w pierśnicy

Rozwijanie się liści kasztanowca pospolitego wczesną wiosną (w fenologii zwaną pierwiośniem) jest jednym z wyznaczników tej fenologicznej pory roku w Europie Środkowej. Pąki kasztanowca pękają w Polsce na przełomie marca i kwietnia, a pierwsze liście rozwijają się w kwietniu. Z kolei kwitnienie kasztanowca pospolitego wyznacza pełną wiosnę – następuje w maju–czerwcu (w Polsce zwykle w pierwszych dniach maja) i trwa 2–3 tygodnie. Kwiaty zapylane są przez różne owady, przy czym najczęściej trzmiele. Owady odwiedzają kwiaty z żółtymi sygnałami barwnymi na górnych płatkach korony, wabiące je zapachem i wydzielające nektar. Po zapyleniu sygnały barwne ciemnieją, nektar przestaje być wydzielany i zmienia się zapach kwiatów na zniechęcający do odwiedzin. Płatki opadają, zalążnia powiększa się i stopniowo przybiera kształt torebki, zachowując jeszcze przez pewien czas długą szyjkę słupka. Owoce dojrzewają do sierpnia–września lub października (w Polsce zwykle w końcu września). Po dojrzeniu opadają na ziemię, rozpadając się przy tym i uwalniając nasiona. Dojrzałe drzewa wydają nasiona regularnie, choć przynajmniej w obrębie naturalnego zasięgu zarejestrowano u tego gatunku zjawisko regularnej i zsynchronizowanej wzmożonej produkcji owoców występującej co dwa lata (cyklicznie pojawiającego się większego urodzaju, ang. masting). Wraz z opadnięciem owoców liście zaczynają żółknąć, później brązowieć. Opadanie liści (o ile nie jest przyśpieszone żerowaniem szkodników lub suszą) jest wyznacznikiem nadejścia fenologicznej jesieni.
Rzadko, na przykład z powodu zniszczenia listowia w trakcie sezonu wegetacyjnego przez szkodniki, dochodzić może do rozwinięcia po raz kolejny w tym samym sezonie pędów z młodymi liśćmi i kwiatostanami. Pędy takie są osłabione – nie zawiązują się na nich owoce i łatwo przemarzają w ciągu zimy.
Kasztanowiec pospolity rozmnaża się za pomocą nasion zachowujących zdolność kiełkowania tylko przez pół roku. Sporadycznie obserwowano powstawanie odrostów korzeniowych i pniowych u tego gatunku. Nasiona rozprzestrzeniane są barochorycznie, rzadko także hydrochorycznie. Możliwe jest także, że jakąś rolę w ich rozprzestrzenianiu odgrywają zwierzęta, w tym gryzonie.
Kiełkowanie jest podziemne, duże liścienie pozostają w łupinie nasiennej. Część nadliścieniowa siewki ma długość 10–18 cm, grubość na dole 5–6 mm, ku górze zwęża się do 3–4 mm, jest gładka, naga, koloru brunatnozielonego. Pierwsze liście właściwe są naprzeciwlegle, na zielonych ogonkach o długości 6–9 mm. Są dłoniasto złożone z pięciu siedzących, odwrotnie jajowatych listków, z klinowatą podstawą i krótkim ostrym wierzchołkiem, ciemnozielonych na wierzchu i jaśniejszych pod spodem. Listki mają pierzaste unerwienie z gęstymi, krótkimi włoskami przy nerwie głównym i drobne, ostre piłkowanie na brzegach. Korzeń pierwotny jest palowy, ma wiele krótkich korzeni bocznych i kolor szarobrązowy.
Młode drzewo rośnie szybko, jeśli tylko rozwija się w żyznej glebie. Po 5 latach osiąga 6 m wysokości i 5 m rozpiętości korony. Po 10 latach – 12 m wysokości i 10 m rozpiętości, po 20 latach – 25 m wysokości i 15 m rozpiętości. Owocować zaczynają drzewa w wieku 10–15, ewentualnie 20 lat. Na pniach drzew w wieku powyżej 80 lat dotąd gładka lub lekko spękana kora zaczyna się tafelkowato łuszczyć. Kasztanowce pospolite żyją zwykle ok. 200 lat, rzadziej ok. 250 lat. Najstarszy kasztanowiec w Polsce rośnie w Lubiniu (Wielkopolska) przed kościołem Narodzenia Najświętszej Marii Panny. W 1992 jego wiek ustalono na 233 lata (w 2019 osiągnął 260 lat). W Niemczech najstarszy kasztanowiec rosnący przy Schloss Weiler (powiat Heilbronn) ma mieć ponad 300 lat.
Starsze konary kasztanowców stają się łamliwe i mogą się odłamywać zarówno z powodu silnych wiatrów, jak i podczas deszczu, gdy woda znacznie zwiększa ciężar gęstego listowia (a już zwłaszcza gdy oba te czynniki oddziałują jednocześnie).

## Ekologia
Kasztanowiec w obszarze naturalnego występowania rośnie na ogół w niewielkich grupach, w zazwyczaj mieszanych, cienistych lasach górskich na stokach północnych i w wilgotnych dolinach na rzędnych od 228 m do 1485 m n.p.m. W górach albańskich i greckich występuje zwykle w lasach z dominacją buka zwyczajnego, na izolowanym obszarze na zboczach góry Osa – z lipą szerokolistną. Jego stanowiska w górach Pindos wykształcają się na skałach wapiennych z licznymi zjawiskami krasowymi, przez co często są to miejsca trudno dostępne. Kasztanowiec rzadko przekracza 10% udziału w drzewostanie. Poza wymienionymi wyżej dominantami, w lasach greckich kasztanowcowi towarzyszą: jodła bułgarska, olsza czarna, jesion wyniosły i mannowy oraz ostrokrzew kolczasty. W Albanii obok dominantów najczęściej obecne są: klon jawor, lipa szerokolistna i drobnolistna. W niższych warstwach rosną takie gatunki jak: moszenki południowe, klon hyrkański, wawrzynek wilczełyko, kalina hordowina, różne gatunki kruszyn i jarzębów. W dolinach kasztanowiec rośnie na glebach aluwialnych, zwykle w towarzystwie graba pospolitego, ale też olszy, platana wschodniego, orzecha włoskiego i dębów, w podszycie z bzem czarnym. Rzadko tworzy lite, jednogatunkowe drzewostany. Zbiorowiska z dominującym kasztanowcem opisano w syntaksonomii jako klasę roślinności Aesculeta hippocastani z takimi zbiorowiskami jak: Aesculus hippocastanum–subnudum, Aesculus hippocastanum–Carpinus betulus oraz Aesculus hippocastanum–Aegopodium podagraria. Runo leśne pod okapem kasztanowców jest słabo rozwinięte i ubogie gatunkowo.
W obszarach introdukcji kasztanowiec rozsiewa się w różnych zbiorowiskach zaroślowych, na nieużytkach z dominacją runi trawiastej, zwykle rzadko w lasach. Do wyjątków należą wilgotne i żyzne lasy takie jak buczyna źródliskowa (zb. Fagus sylvatica–Mercurialis perennis), w których miejscami pojawiać się może obficie (obserwacje z Wielkiej Brytanii) .
Ze względu na głęboki cień (latem korona drzewa przepuszcza od kilku do kilkunastu procent światła słonecznego) i ogromną ilość liści opadających z gęstej korony, bezpośrednio pod kasztanowcem zwykle nie mogą rozwijać się inne gatunki lub rosną bardzo słabo. Wzrost innych roślin ogranicza też fitotoksyczna eskulina zawarta w liściach i okrywach owocowych (zob. allelopatia). Na gałęziach kasztanowca rozwijać się może z kolei jemioła pospolita (Viscum album). Rzadko i nielicznie na kasztanowcu występują porosty.
Kasztanowiec pospolity występuje w obszarze znajdującym się pod wpływem ciepłego klimatu umiarkowanego. Nasiona są bardzo wrażliwe na wysychanie i uniemożliwiają temu gatunkowi kolonizację obszarów bez pokrywy leśnej i miejsc suchych, nasłonecznionych. Gatunek ten wymaga gleb głębokich, wilgotnych i przepuszczalnych. Lubi gleby kamieniste i zasobne w węglan wapnia o odczynie od lekko kwaśnego do alkalicznego. Jest bardzo wrażliwy na susze i pożary. Z powodu suszy może już latem tracić liście. Najlepiej rośnie w miejscach, gdzie mikroklimat jest wilgotny. Kasztanowiec pospolity dobrze znosi mrozy do -25 °C, jednak podczas bardzo surowych zim (w Polsce środkowej i wschodniej) może przemarzać. Na mrozy są bardziej wrażliwe drzewa rosnące w miejscach bardzo wilgotnych i siewki. Poza strefą klimatu umiarkowanie ciepłego gatunek ten wymaga stanowisk ciepłych i osłoniętych. Młode drzewa są dość cienioznośne, ale wraz z wiekiem kasztanowce mają coraz większe wymagania świetlne. Najlepiej rosną i najobficiej kwitną na otwartej przestrzeni.
Po przetrwaniu fazy siewki, wymagającej pod względem siedliskowym – zwłaszcza wilgotnościowym (np. w uprawie w warunkach kontrolowanych), drzewo z wiekiem staje się odporne na warunki miejskie i zanieczyszczenie powietrza.
Bogate w skrobię nasiona często służą jako pokarm dla zwierząt, np. saren, jeleni, dzików. Kwiaty zapylane są przez odwiedzające je dla nektaru pszczoły, w tym zwłaszcza trzmiele. Na pyłku żerują także bzygowate.

## Nazewnictwo
Rodzajowa nazwa naukowa Aesculus przeniesiona została przez Karola Linneusza z określenia używanego przez Rzymian (m.in. Pliniusza Starszego) w odniesieniu do jakiegoś gatunku dębu o jadalnych żołędziach. Słowo zapisywane było także w formie esculus i pochodziło prawdopodobnie od słowa esca znaczącego pokarm, jedzenie i paszę. Nazwa gatunkowa hippocastanum jest słowem złożonym z greckiej nazwy konia hippos i greckiego lub tureckiego słowa oznaczającego kasztan (odpowiednio kastanon lub al-kastanesi). Nazwa ta używana była w Europie na określenie kasztanowca po jego rozpropagowaniu za sprawą Turków w XVI wieku. Powstała z powodu podobieństwa tego drzewa do kasztana (nasion, owoców i listków kasztanowca przypominających liście kasztana) oraz stosowania przez Turków jego owoców do leczenia chorób koni (po ponownym odkryciu kasztanowca w górach greckich w końcu XIX wieku okazało się, że także miejscowi Grecy używali jego owoców do leczenia kaszlu u koni). Przed Linneuszem nazwę tę proponował na rodzajową dla kasztanowca Joseph Pitton de Tournefort, który przetłumaczył na grekę nazwę łacińską wcześniej w Europie dla kasztanowca stosowaną – Castanea quina (używali jej np. Pierandrea Matthioli i Rembert Dodoens).
Alternatywnym wyjaśnieniem nazwy „końskiego kasztana” mają być też jasne u tego gatunku blizny liściowe, które wraz z układem wiązek przewodzących przypominają podkowę ze śladami po gwoździach.
Podobieństwo do kasztana jadalnego było powodem także podobnego nazywania i kasztanowca. W języku polskim określenie kasztan w odniesieniu do kasztana jadalnego znane jest już od XVI wieku. Słowo to weszło do języka polskiego za pośrednictwem niemieckiego Kastania/Kastanienbaum. Kasztanowiec także zwany był kasztanem, ale udokumentowano i takie jego nazwy jak: kasztanek, kasztania, kanstania, kanstarz, kasztalon, kasztelan, kasztanowe drzewo, a w odróżnieniu od kasztana jadalnego (kasztana słodkiego) zwany był kasztanem gorzkim (u Krzysztofa Kluka), nibykasztanem, kasztanem dzikim albo końskim. Nazwę kasztanowiec zaproponował w XIX wieku Ignacy Rafał Czerwiakowski. Mimo odrębnego naukowego nazewnictwa zwyczajowego dla dwóch różnych rodzajów Aesculus i Castanea – w gwarze ludowej, często także w twórczości artystycznej, nazwa kasztan pozostaje w użyciu w odniesieniu także do kasztanowca.

## Pozycja systematyczna i zmienność
Kasztanowiec pospolity jest jednym z 12 lub 19 gatunków w rodzaju kasztanowiec Aesculus (różnica wynika z różnego ujęcia 7 gatunków azjatyckich z sekcji Calothyrsus). A. hippocastanum, wspólnie z kasztanowcem japońskim A. turbinata tworzy sekcję Aesculus – jedną z czterech w obrębie rodzaju.
W obrębie gatunku opisano szereg form różniących się kształtem oraz barwą liści i kwiatów, ale ich znaczenie systematyczne jest niewielkie. Ze względu na rozmnażanie tego gatunku z nasion występuje duża zmienność cech, drzewa różnią się m.in. porą rozwijania liści i kwitnienia nawet do kilkunastu dni.

### Mieszańce i chimera

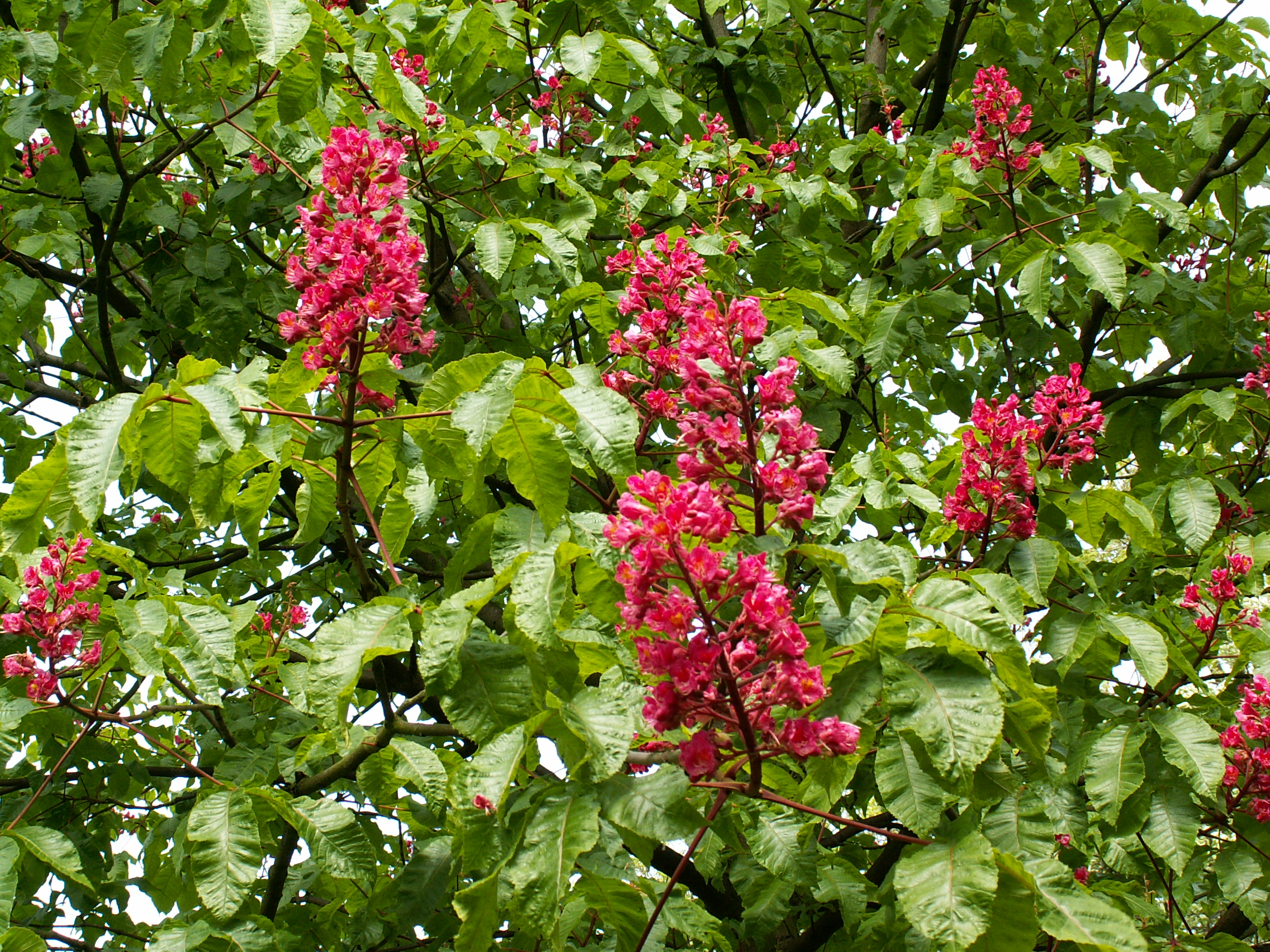
Kasztanowiec czerwony – mieszaniec k. pospolitego i krwistego

Istnieje kilka opisanych taksonów pochodzenia mieszańcowego:
- Kasztanowiec czerwony (Aesculus × carnea Hayne 1821) – mieszaniec z kasztanowcem krwistym (A. pavia) odkryty we Francji na początku XIX wieku. Jest oktoploidem o cechach pośrednich taksonów rodzicielskich. Osiąga mniejsze rozmiary niż kasztanowiec pospolity – do 20 m wysokości, młode pędy nie są owłosione kosmato, liście ciemniejsze, węższe i grubsze, kwiatostany do 20 cm, z kwiatami ciemnoróżowymi do czerwonych, owoce brązowawe do 4 cm średnicy z co najwyżej drobnymi i rzadkimi kolcami. Zawiązuje niewiele nasion[5]. Na drzewach tych występują częściej zrakowacenia, kora jest dłużej gładka niż u kasztanowca pospolitego i później też mniej nieregularnie podzielona[57].
- Kasztanowiec francuski (Aesculus × plantierensis André 1894) – wsteczny (retrogresywny) mieszaniec kasztanowca czerwonego z pospolitym, będący sterylnym heksaploidem. Liście ma podobne do kasztanowca czerwonego, wyróżnia się kwiatami koloru jasnoróżowego i brakiem owoców (z drzewa opadają kolczaste ich zawiązki)[5]. Drzewo jest niskie i ma kulisty pokrój korony[57].
- Kasztanowiec pośredni (Aesculus × hemiacantha Topa 1954) – mieszaniec z kasztanowcem japońskim (A. turbinata) opisany po raz pierwszy w 1954 z Rumunii. Spotykany rzadko w kolekcjach dendrologicznych. Ma cechy pośrednie taksonów rodzicielskich; od kasztanowca pospolitego różni się owocami słabo kolczastymi, barwy rdzawej i kształtu gruszkowatego. Nasiona mają wcięty znaczek (jasną plamkę)[5].

W 1955 w angielskim hrabstwie Kent, William Dallimore, wówczas emerytowany dyrektor Królewskich Ogrodów Botanicznych w Kew, odkrył gałązkę chimery między kasztanowcem pospolitym i zaszczepionym na nim kasztanowcem żółtym. Pęd ten wyrósł z miejsca szczepienia obu gatunków i powstał w wyniku zlania się ich tkanek. Uzyskano w sumie trzy sporty opisywane jako kasztanowiec Dallimore’a Aesculus + dallimorei Sealy 1956. Rośliny te rosną dobrze, a ich korony są gęste i kuliste. Mają nielepkie pąki, kwiaty takie jak u kasztanowca pospolitego (białe z czerwonymi plamkami), ale niektóre zielonkawożółte lub kremowożółte, poza tym kwitnienie jest późniejsze niż u kasztanowca pospolitego. Liście o blaszce pomarszczonej, z listkami zaostrzonymi na końcach.

### Odmiany uprawne

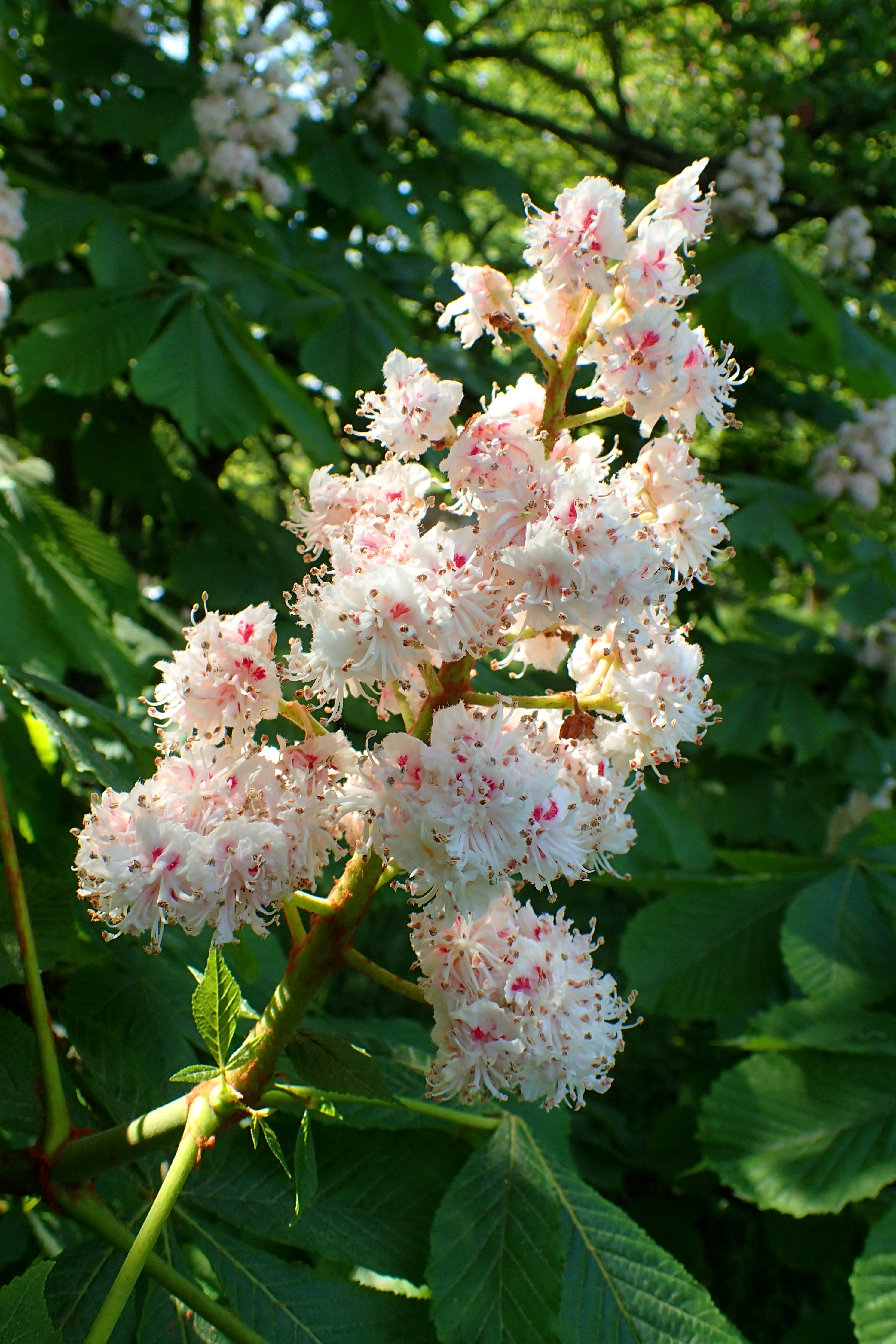
Odmiana pełnokwiatowa 'Baumanii'

Opisano ok. 20 odmian uprawnych kasztanowca pospolitego, przy czym niemal wszystkie to unikaty, przynajmniej w Polsce bardzo rzadko spotykane, co najwyżej tylko w kolekcjach dendrologicznych (zwykle tylko 'Baumanii', 'Laciniata' i 'Pyramidalis'). Większość odmian ma bardziej charakter ciekawostek dendrologicznych niż odmian użytkowych, ponieważ na ogół nie dorównują walorami ozdobnymi formie typowej (poza pełnokwiatową 'Baumanii'). Niektóre wręcz opisywane są jako niewarte rozprzestrzeniania (np. 'Laciniata').
- 'Albovariegata' – odmiana białopstra[5].
- 'Baumanii' – odmiana pełnokwiatowa; kwiaty są płonne (nie zawiązują owoców), kwiatostany bardziej zwarte, a przez to nieco krótsze niż u typu[5]. Odmiana bardzo efektowna w czasie kwitnienia i jednocześnie nie śmieci w czasie dojrzewania owoców – zalecana jest do sadzenia przy ulicach. Kwitnienie u tej odmiany trwa dłużej niż u drzew typowych. Odmiana znaleziona w Genewie w Szwajcarii[56] (jako mutacja na jednym z drzew[5]). Odmiana bardziej wrażliwa na mróz od formy typowej[71].
- 'Crispa' – odmiana kędzierzawa; listki krótkie, szerokie, pomarszczone[5].
- 'Digitata' - odmiana palczasta; o węższych niż u typu i całobrzegich blaszkach listków oraz oskrzydlonych ogonkach liściowych, rośnie powoli[5].
- 'Fastigiata' – odmiana kolumnowa; konary i pędy pod kątem ostrym w górę wzniesione, w efekcie korona wąska, zwłaszcza w młodym wieku. U starszych drzew pokrój kolumnowy jest zatarty[72].
- 'Hampton Court Gold' – odmiana o liściach równomiernie żółtozielonych[57].
- 'Honiton Gold' – odmiana o liściach żółtozielonych, wyższa od poprzedniej[57].
- 'Incisa' – odmiana powcinana; liście mniejsze niż u typu, a ich blaszka frędzelkowato postrzępiona[5].
- 'Laciniata' – odmiana strzępolistna; liście małe o blaszkach nieregularnie powcinanych, miejscami ograniczone tylko do żyłki centralnej, kwiatostany długie i wąskie ze zdeformowanymi i zredukowanymi kwiatami[5].
- 'Luteovariegata' – odmiana żółtopstra[5]; liście z żółtym obrzeżeniem i żółto kropkowane[71].
- 'Memmingeri' - odmiana Memmingera; liście początkowo żółtawo, później białawo oprószone w różnym stopniu[5].
- 'Partyzant' – odmiana o bardzo regularnej i gęstej koronie[5].
- 'Pendula' – odmiana zwisająca; o gałęziach zwisających już u młodych nawet drzew[5].
- 'Praecox' – odmiana wczesna; kwitnie ok. dwa tygodnie wcześniej niż okazy typowe[5].
- 'Pyramidalis' – odmiana stożkowata; drzewa młode o stożkowatej koronie, z wiekiem niemal kulistej[5].
- 'Tortuosa' – odmiana pogięta[5].
- 'Umbraculifera' – odmiana kulista; pokrój krzaczasty, gęsty, kulisty, szczepiona jest w formie piennej[5].

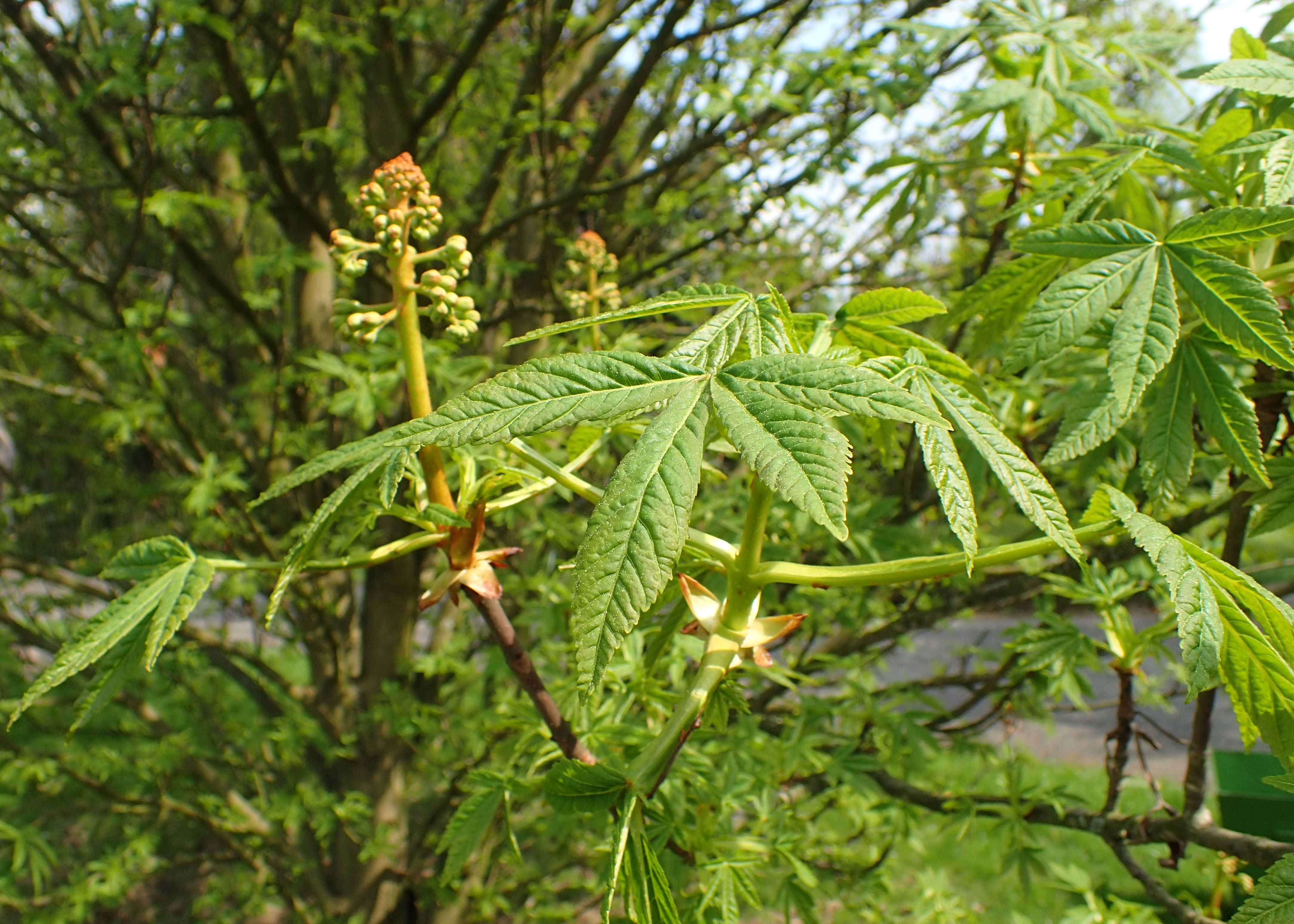
Odmiana palczasta 'Digitata'
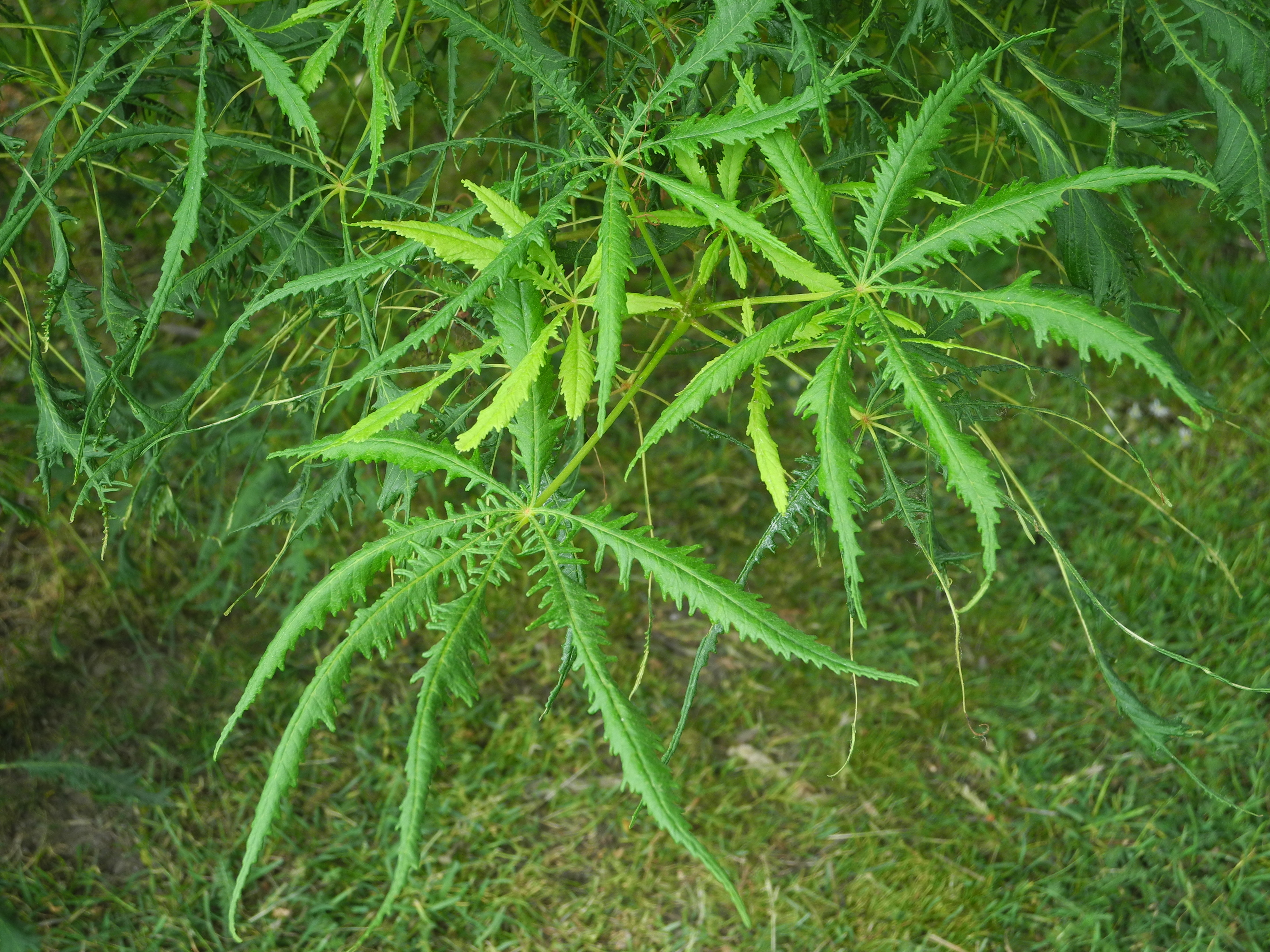
Odmiana strzępolistna 'Laciniata'
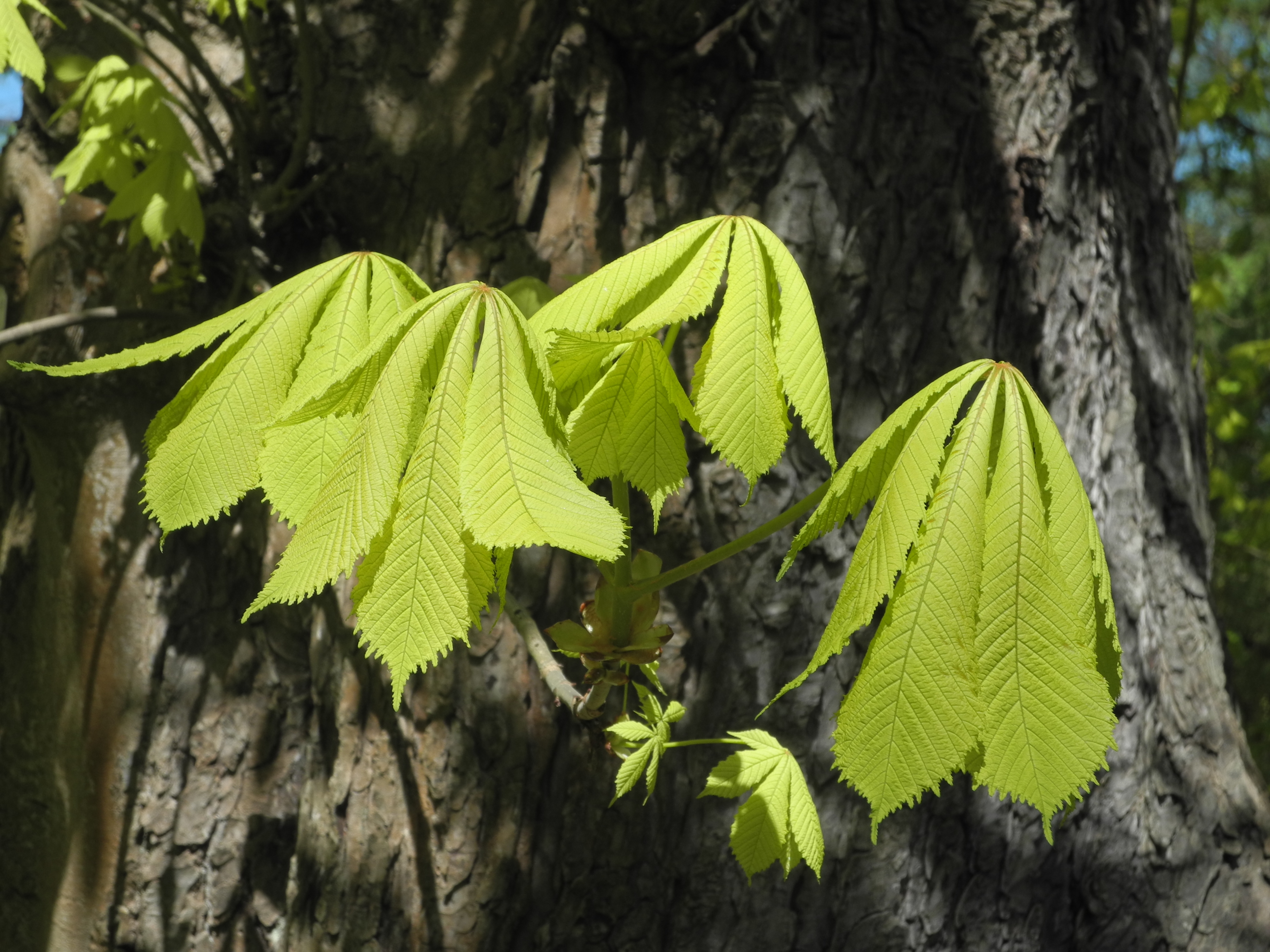
Odmiana 'Memmingeri'

## Znaczenie użytkowe

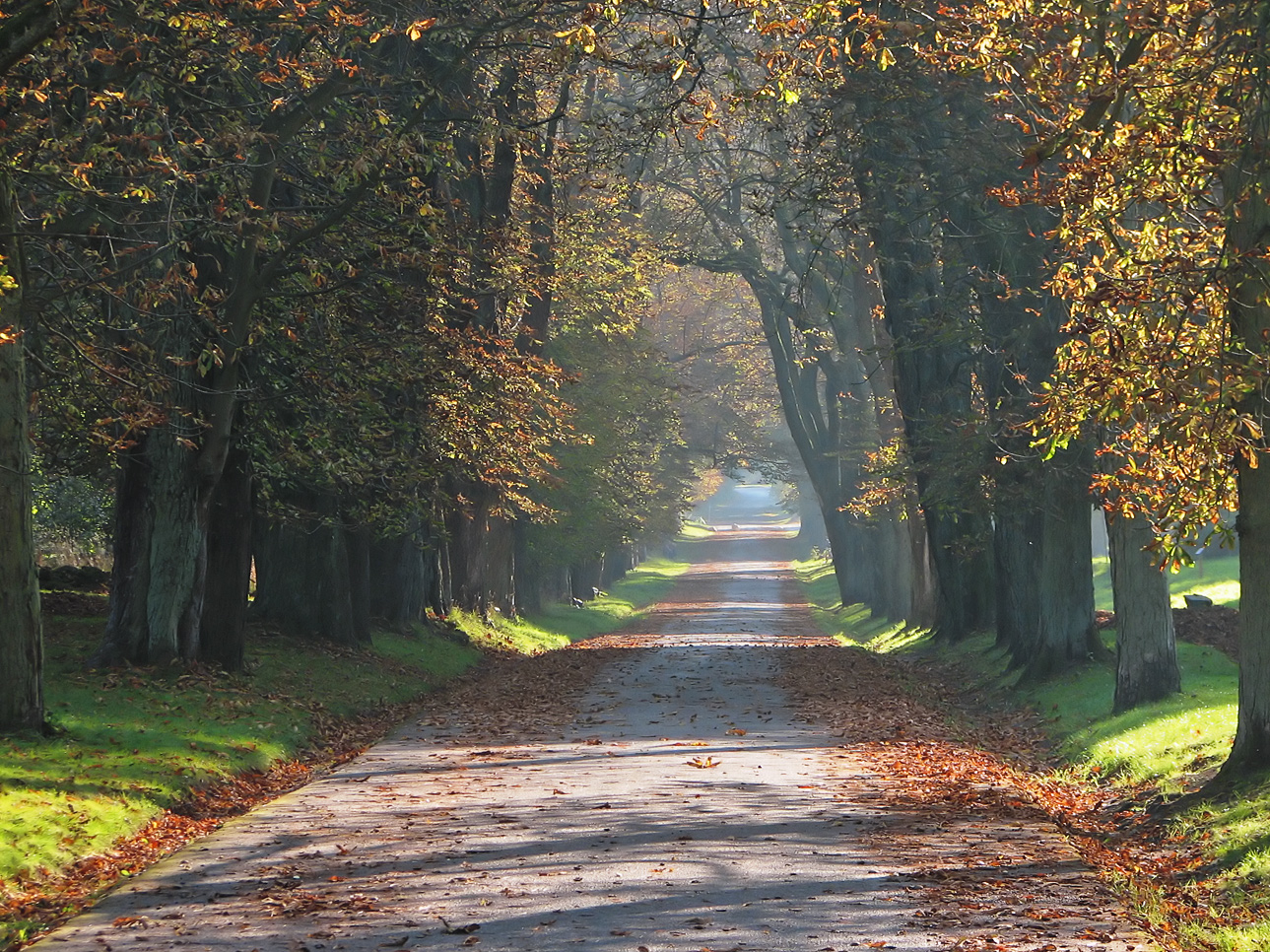
Aleja kasztanowców jesienią

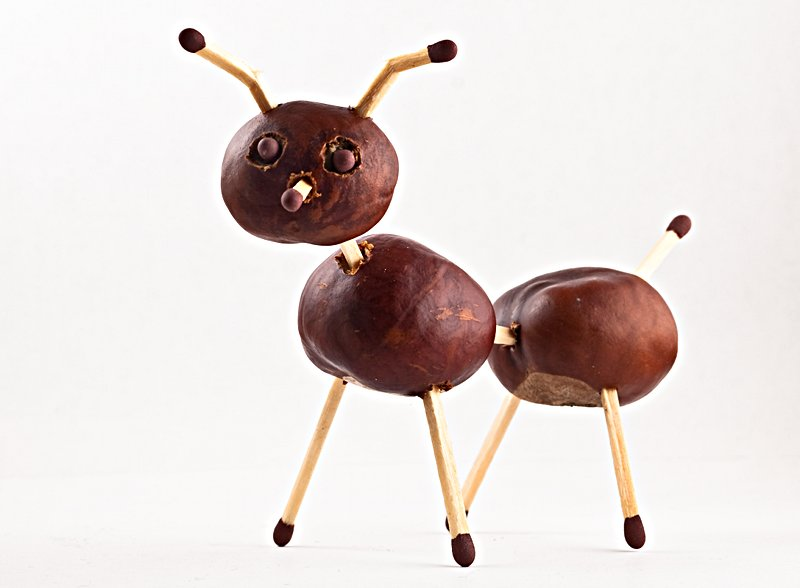
Wykorzystanie nasion do zabawy

### Roślina ozdobna
Kasztanowiec pospolity jest często stosowany w nasadzeniach parkowych, alejach, na obrzeżach dróg, bulwarów, promenad i placów. Rekomendowany jest do nasadzeń w zadrzewieniach drogowych autostrad i dróg ekspresowych, na terenach wiejskich do nasadzeń przydomowych i na terenach użyteczności publicznej, najlepiej w formie grupowej lub rzędowej. Ze względu jednak na obce pochodzenie gatunku bywa odradzany od stosowania poza terenami zabudowanymi, a na obszarach chronionego krajobrazu i w sieci Natura 2000 jego sadzania jako gatunku obcego zakazuje prawo. Poza naturalnym zasięgiem gatunek uważany był jeszcze w połowie XX wieku za typowy raczej tylko dla krajobrazu zurbanizowanego, ale w końcu tego wieku już zadomowił się także w krajobrazie wiejskim. W Polsce często uważany bywa wręcz mylnie za gatunek rodzimy. Szczególnie cenione były kasztanowce w XVII wieku, gdy jako nowość sadzone były podobnie chętnie jak lipy przy posiadłościach dworskich, zamkach i kościołach.
Drzewo jest efektowne o każdej porze roku – w czasie rozwijania młodych liści (walorem jest ich wczesny rozwój), kwitnienia, owocowania i przebarwiania liści. Ze względu na gęstą, ciemnozieloną koronę jest bardzo cieniodajne. W zadrzewieniach ma średnie znaczenie dźwiękochłonne, ale duże przeciwwietrzne. Za najbardziej efektowne uznawane są drzewa rosnące na otwartej przestrzeni z koroną sięgającą ziemi. Nasiona kasztanowca (kasztany) wykorzystywane są do dekoracji i stanowią atrakcję dla dzieci. Chętnie są przez nie zbierane i wykorzystywane do tworzenia figurek oraz nauki liczenia.
Problemem generowanym przez ten gatunek bywa zaśmiecanie otoczenia łupinami owoców i dużą ilością liści.

### Roślina lecznicza
Surowiec zielarskiKwiaty (Flos Hippocastani), kora (Cortex Hippocastani), nasienie (tzw. kasztan; Semen Hippocastani), niedojrzały owoc kasztanowca (Fructus Hippocastani immaturus). W lecznictwie stosowane są dwie substancje – escyna (mieszanina saponin pozyskiwana z nasion) i eskulina (kumaryna izolowana z kory). W czasie kwitnienia zbierane są zarówno kwiaty (tylko rozwinięte) i liście. Kwiaty pozyskuje się ścinając całe kwiatostany, a następnie obrywa pojedynczo i suszy. Korę pozyskuje się z gładkich 3–5-letnich pędów, a nasiona po dojrzeniu. Niedojrzałe owoce zrywa się w lipcu.
DziałanieEscyna ma potwierdzone działanie zmniejszające przepuszczalność ścian naczyń krwionośnych i zwiększające ich elastyczność, a tym samym wpływa na nie wzmacniająco. Zwiększa napięcie ścian żył, działa przeciwzapalnie i przeciwobrzękowo, poprawia krążenie obwodowe, ukrwienie skóry i mięśni gładkich. Mechanizm działania polega na inhibicji (zwalnianiu) działania hialuronidazy, który to enzym odpowiada za degradację proteoglikanów, które z kolei nadają sztywność i napięcie ścianom naczyń krwionośnych. Zwiększoną aktywność hialuronidazy stwierdza się u pacjentów z żylakami. Skuteczność escyny w łagodzeniu objawów klinicznych u chorych z przewlekłą niewydolnością żylną została potwierdzona w badaniach randomizowanych. Udokumentowano zmniejszenie objętości kończyny, łagodzenie czucia bólu i objawów świądu.
Preparaty z kory zawierające eskulinę i inne kumaryny oraz taniny mają silniejsze od escyny działanie przeciwysiękowe i przeciwzapalne. Eskulina uszczelnia włosowate naczynia krwionośne i ma silne działanie chroniące przed promieniowaniem ultrafioletowym.
Kwiaty stosowane w formie naparów zawierają głównie flawonoidy i poprawiają stan naczyń włosowatych (zmniejszają ich przepuszczalność i kruchość).
Zastosowanie leczniczePreparaty z escyną stosowane są przy żylakach kończyn dolnych i odbytu (już od XIX wieku), przy stanach zapalnych naczyń krwionośnych, stanach pourazowych i pooperacyjnych, obrzękach różnego pochodzenia i zaburzeniach krążenia krwi. Pomocniczo stosowana jest przy zaburzeniach mózgowych wywołanych różnymi przyczynami (udarem, urazem lub stanem zapalnym), w obrzęku mózgu, przy bólach spowodowanych chorobami kręgosłupa. Dzienna dawka lecznicza escyny wynosi 15–30 mg.
Preparaty z kory z eskuliną stosowane są także przy leczeniu żylaków odbytu, a poza tym dla hamowania drobnych krwawień, w nieżytach układu pokarmowego, przy biegunkach, owrzodzeniach jelita grubego.
Okłady z naparów z kwiatów stosowane są zewnętrznie przy otarciach, oparzeniach, odmrożeniach, ogniskowych stanach zapalnych naczyń włosowatych i różnych kontuzjach.
Nalewka z kwiatów kasztanowca stosowana była jako afrodyzjak. W ziołolecznictwie ludowym w Polsce gatunek ten stosowany był sporadycznie. Nalewki używano zewnętrznie przy żylakach w postaci kompresów, ale też przy chorobach zakaźnych i reumatycznych.
InterakcjeEscyna może nasilić działanie doustnych leków przeciwzakrzepowych i nefrotoksyczne działanie aminoglikozydów.
Przeciwwskazania i działania niepożądanePreparaty z kasztanowca nie mogą być stosowane przez osoby z ostrą niewydolnością nerek i przez kobiety w pierwszym trymestrze ciąży (później i w czasie karmienia stosowane mogą być tylko na zalecenie lekarza). Nie należy używać preparatów z kasztanowca na uszkodzoną skórę i rany; powinno się unikać kontaktu takich specyfików z oczami i błonami śluzowymi. U niektórych osób mogą wystąpić reakcje uczuleniowe i zaburzenia ze strony układu pokarmowego. Sporadycznie zdarza się alergia na pyłek kasztanowca, zwłaszcza u osób mieszkających blisko tych drzew, np. przy alejach obsadzanych kasztanowcami. Ilości pyłku kasztanowca w powietrzu są jednak znikome ze względu na to, że przenoszony jest on zwykle przez owady, a nie wiatr.

### Inne zastosowania
- Roślina miododajna: Kwiaty wydzielają dużo nektaru zawierającego ok. 70[34]–75%[20] cukrów prostych, głównie sacharozy. Szkodliwy w dużych ilościach dla pszczół jest natomiast pyłek kasztanowca ze względu na znaczną zawartość saponin, zwłaszcza przy braku innych źródeł pyłku[34]. Walory kasztanowców dla pszczelarstwa obniża też nieregularność obfitego nektarowania[11].
- Roślina kosmetyczna: Wyciągi z kasztanowca są używane do produkcji kosmetyków barwiących skórę i włosy[81]. Wyciągi z kory zawierające eskulinę chronią przed działaniem promieniowania w zakresie UV-B[43][81].
- W ogrodnictwie 2–4-letnie siewki kasztanowca pospolitego stosuje się jako podkładki dla odmian i gatunków kasztanowców trudno lub wcale nie rozmnażających się generatywnie[52].
- Drewno jest bardzo miękkie i dlatego ma bardzo ograniczone znaczenie techniczne[23], a w efekcie kasztanowiec nie ma znaczenia w gospodarce leśnej[40]. Własnościami technicznymi drewno kasztanowca podobne jest do drewna topoli i lipy[40]. Częstą jego wadą jest skręt włókien, krzywizny, fałszywa twardziel i zgnilizny, które widoczne są w postaci wyraźnych przebarwień. Z powodu skrętu włókien łatwo paczy się podczas suszenia. Drewno kasztanowca należy do najmniej trwałych – przy braku środków ochrony jego trwałość na wolnym powietrzu nie przekracza dwóch lat. Ze względu na strukturę drewno to łatwo się maluje i impregnuje[41]. W efekcie drewno kasztanowca nadaje się tylko do rzeźbienia i wyrobu niezbyt delikatnych wyrobów snycerskich (łatwo daje się kolorować barwnikami przezroczystymi, co pozwala wyeksponować ciekawy rysunek słojów[75]) oraz mało wartościowych wyrobów drewnianych[39], np. opakowań[50], skrzynek[42]. Drewno stosowano także w stolarce meblowej pod szlachetniejszymi okleinami[41], a poza tym wytwarza się lub wytwarzano z niego: celulozę, zapałki[82], wełnę drzewną[41], guziki[41][42], drewniaki[42] i sprzęt ortopedyczny[83]. W Anglii z drewna kasztanowców wyrabiano rakiety tenisowe i do squasha oraz rakietki do badmintona[83].
- Drewno wysuszone jest dobrym opałem, dającym dużo ciepła i mało popiołu, ale niedosuszone pali się źle[25].
- Kora i łupiny owoców wykorzystywane były w garbarstwie i do barwienia wełny. Odwar z tych surowców barwi wełnę zaprawioną ałunem na kolor czerwonawy, z siarczanem żelaza na brunatno-czarny, a z potażem – jasnokasztanowy (izabelowaty)[25].
- Węgiel drzewny z drewna kasztanowca stosowany był do wyrobu prochu[41].
- Z nasion wytwarzano klej dekstrynowy do papieru (zob. dekstryny)[19][25][84].
- Nasiona bogate w skrobię, wykorzystywane były i nadal bywają jako pasza do karmienia świń[75] i innych zwierząt (koni, bydła, owiec, kóz i ptactwa domowego). Zalecano przy tym także obgotowywanie i kilkudniowe moczenie owoców, zwłaszcza przed karmieniem nimi koni, ptactwa i świń[25]. Drzewo zalecane było też do obsadzania skrajów lasów i dróg w pobliżu lasów w celu dokarmiania w ten sposób saren i jeleni[22]. Współcześnie jednak nie jest rekomendowane wprowadzanie tego gatunku, jako obcego, na tereny leśne[12].
- Sproszkowane nasiona były dawniej wykorzystywane jako środek piorący[18]. Używano także kasztanów do przemysłowej produkcji proszków mydlanych (technologia opracowana została w 1940[84]) i produktów pianotwórczych do gaśnic[85].
- Roślina jadalna: W czasie I wojny światowej opracowano przemysłową metodę pozyskiwania skrobi z nasion[84]. Nasiona już jednak wcześniej wykorzystywane były jako źródło skrobi, przy czym stosowane były różne zabiegi dla pozbycia się trujących saponin. Krzysztof Kluk pisał o sposobie polegającym na przysypaniu ponacinanych kasztanów tlenkiem wapna i zalaniu ich wodą, po czym kilkukrotnie wodę zlewano i nalewano nową. Możliwe jest też uzyskanie skrobi przez wielokrotne gotowanie nasion połączone z wymianą wody[86].
- Liście wykorzystywane były jako podściółka dla bydła, a spalone dawały więcej potażu niż jakiekolwiek inne liście drzew[25].
- Okrywy owocowe po spaleniu na węgiel dawały czarną farbę[87].

## Uprawa
Przy planowaniu uprawy kasztanowca uwzględnić należy osiągane przez drzewo rozmiary. Odstęp między drzewami powinien wynieść co najmniej 12 m (taki jest zalecany dla nasadzeń alejowych). Gatunek rosnąć może niemal w każdej glebie z wyjątkiem miejsc bardzo mokrych, suchych, zasolonych oraz gleb torfowych. Dobrze sobie radzi w warunkach miejskich, także w miejscach, gdzie są ograniczone warunki rozwoju systemu korzeniowego z powodu sąsiedztwa zabudowy lub ulic. Z powodu zanieczyszczenia powietrza może źle rosnąć w ścisłych centrach miast. Najlepiej rozwija się w półcieniu i w pełnym nasłonecznieniu. Rekomendowany jest do uprawy w 6–9 strefie mrozoodporności, czyli na całym terytorium Polski z wyjątkiem Suwalszczyzny i Podhala. Według niektórych źródeł może być jednak uprawiany nawet w 4 strefie mrozoodporności, o ile młode drzewko przetrwa pierwsze 3–4 lata, kiedy jest najbardziej wrażliwe na mróz.
Drzewo nie wymaga cięcia, ale w razie potrzeby możliwe jest usunięcie problematycznych konarów. Drzewa nawet poważnie przycięte znoszą to dobrze, choć zachowują zniekształconą koronę przez wiele lat. Duże cięcia goją się jednak źle, a w przypadku odcięcia konarów o średnicy ponad 15 cm w 80% przypadków w ciągu 2–4 lat rana jest infekowana przez patogeny grzybowe.
Kasztanowca łatwo rozmnaża się z nasion. Po ich zbiorze najlepiej wysiać je tej samej jesieni, ewentualnie można je przechować co najwyżej do najbliższej wiosny. Przechowując należy chronić je przed wyschnięciem – zadołowane lub umieszczone w worku foliowym i przetrzymywane w temperaturze 3 °C. U tak przechowywanych nasion następuje spadek żywotności z początkowych 85% do 60% po 13 i 25% po 15 miesiącach. Sieje się nasiona umieszczając na głębokości 4–5 cm jaśniejszym znaczkiem do dołu. Młode siewki wymagają ochrony przed przymrozkami. Odmiany ozdobne rozmnaża się przez szczepienie oraz z wykorzystaniem kultur in vitro.
Po ścięciu kasztanowców na ich pniakach łatwo tworzą się odrosty, ale rosną wolno i zazwyczaj nie są trwałe.

### Choroby i szkodniki

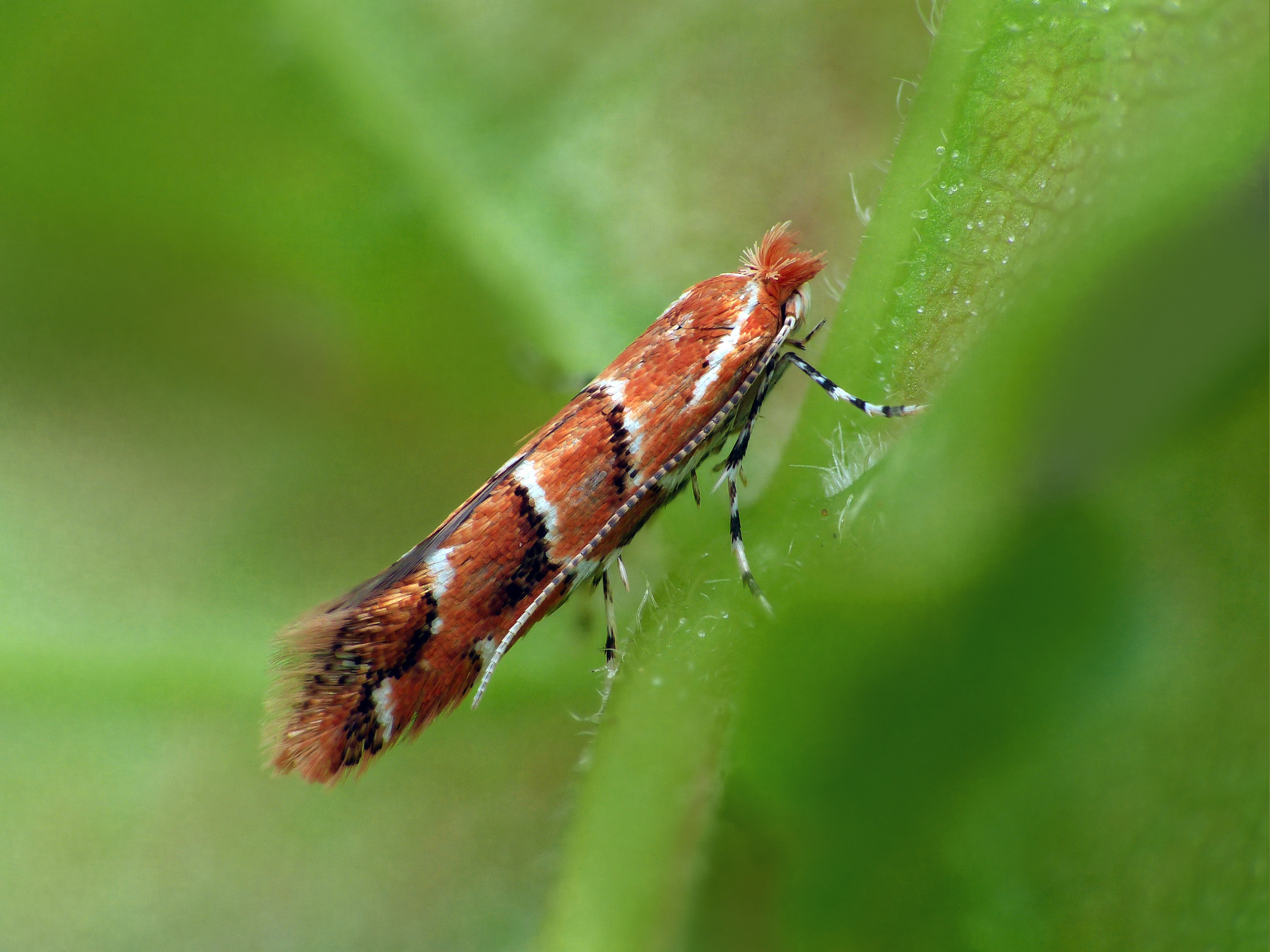
Dorosła postać szrotówka kasztanowcowiaczka

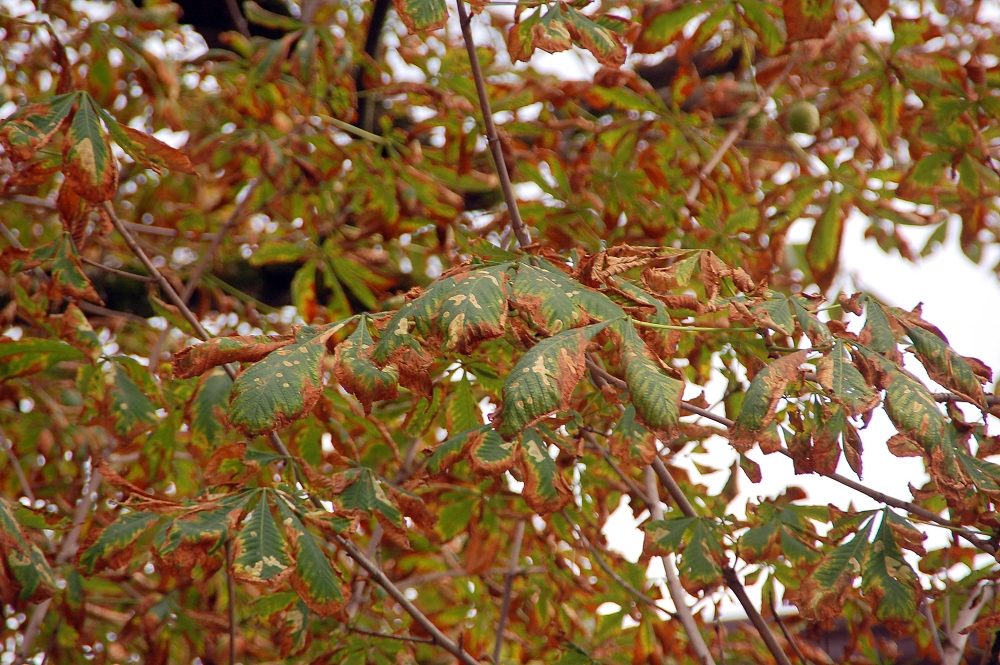
Zniszczone listowie kasztanowca zaatakowanego przez szrotówka

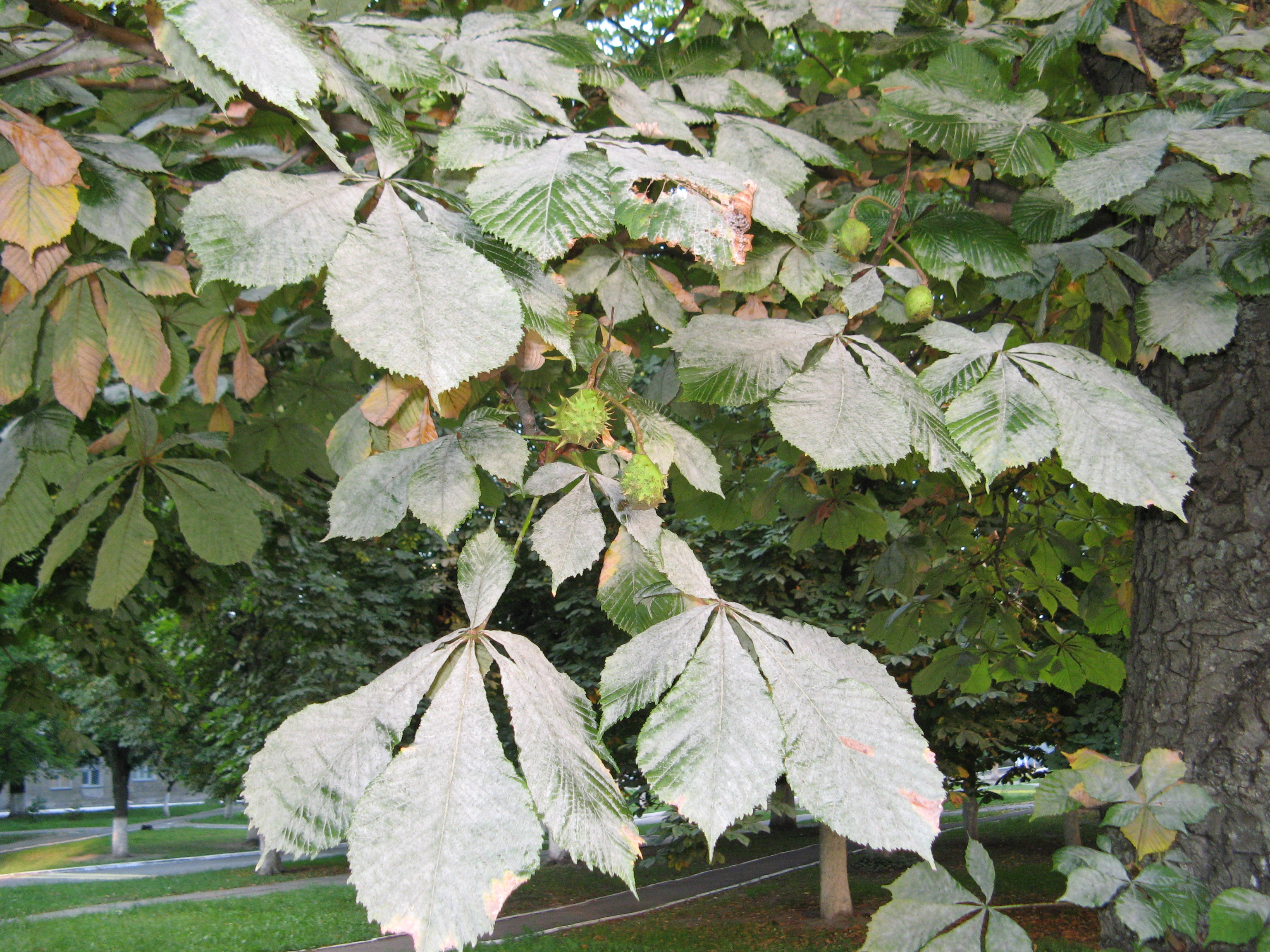
Liście drzewa chorującego na mączniaka prawdziwego kasztanowca

Kasztanowiec pospolity przez długi czas pozostawał drzewem stosunkowo niewrażliwym na choroby i szkodniki, zachowującym się na ogół w dobrym stanie fitopatologicznym. Ograniczone problemy powodowane były przez żerowanie owadów na liściach i zapadanie na tzw. czekoladową plamistość liści powodowaną przez grzyb Guignardia aesculi. Sytuacja tego gatunku w Europie uległa istotnemu pogorszeniu na przełomie XX i XXI wieku z powodu pojawienia się w krótkim czasie nowych patogenów i zmiany warunków klimatycznych. Czynniki te zresztą są sprzężone, bowiem ocieplanie klimatu ułatwia dyspersję na północ patogenicznych grzybów i owadów.
W 1984 nad Jeziorem Ochrydzkim w Macedonii odkryto obecność nieznanego dotąd nauce gatunku drobnego motyla – szrotówka kasztanowcowiaczka Cameraria ohridella, który w ciągu kilkunastu lat rozprzestrzenił się w całej Europie. Gwałtowność jego ekspansji i brak wrogów mogłoby świadczyć o jego zawleczeniu z odległego obszaru (np. Azji lub Ameryki Północnej). Jednak badania materiałów zielnikowych, które to okazy sięgają końca XIX wieku, jednoznacznie wskazują na rodzime, bałkańskie pochodzenie. Trzy pokolenia gąsienic tego gatunku w ciągu roku żerują wewnątrz blaszki liściowej kasztanowców, powodując powstawanie plam (min) o długości 3–4 cm na dużej części blaszki i w końcu przyczyniając się do brunatnienia i zasychania liści opadających już w lipcu i sierpniu. Skrócenie okresu wegetacji drzew przez tego owada nie wpływa na intensywność kwitnienia i liczbę wydawanych nasion, jednak znacząco pogarsza ich jakość, zmniejszając ich masę średnio o połowę i osłabiając możliwość rozsiewania się gatunku, zwłaszcza w obszarze naturalnego występowania. Na zaatakowanych drzewach stwierdzono powstawanie dodatkowych, fałszywych pierścieni przyrostów rocznych poprawiających możliwości transportu substancji odżywczych i przepływ wody w celu kompensowania skrócenia okresu wegetacji. Rejestrowano jednak także wyraźne osłabienie przyrostów rocznych.
Na Bałkanach w obrębie naturalnego zasięgu kasztanowca poza szrotówkiem dużym problemem jest także zawleczona z wschodniej Azji kózka Anoplophora glabripennis, której larwy drążą pnie kasztanowców.
Do innych bezkręgowców od dawna związanych z kasztanowcami należą: chrabąszcz kasztanowy Melolontha hippocastani i majowy M. melolontha, Alsophila aescularia, wieczernica klonówka Acronicta aceris, Phyllobius pyri, Galerucella luteola, Eulecanium tiliae, włochatka klonowa czarna Periphyllus testudinaceus, Alebra wahlenbergi, Vasates hippocastani, Eotetranychus aesculi, Tegonotus carinatus.
W 1999 w Niemczech, po raz pierwszy w Europie, stwierdzony został północnoamerykański mączniak Erysiphe flexuosa wywołujący chorobę – mączniaka prawdziwego kasztanowca. Od początku XXI wieku patogen ten rozprzestrzenia się w Europie Środkowej. Inny gatunek z tego rodzaju porażający kasztanowce to Erysiphe alphitoides, a z rzędu mączniakowców na kasztanowcu stwierdzane są poza tym Phyllactinia guttata i Sawadaea bicornis. Liście kasztanowca infekowane są także grzybem z rzędu Capnodiales – Septoria hippocastani oraz Phyllosticta aesculina, Ascochyta grandimaculans, Verticillium albo-atrum, Apiognomonia errabunda.
Z Indii zawleczono do Europy Zachodniej, obserwowaną tam od 2002, zwłaszcza w Holandii i Wielkiej Brytanii, a od 2007 obecną też w Niemczech, bakteryjną chorobę kasztanowców wywoływaną przez Pseudomonas syringae pv. aesculi. Objawami choroby są wiosenne wycieki w kolorze bezbarwnym lub żółtawym pojawiające się na pniu i konarach, wysychające i czerniejące w ciągu lata.
Pnie drzew z uszkodzeniami mrozowymi i innymi porażane są przez grzyb – rozszczepkę pospolitą Schizophyllum commune. Poza tym pnie i konary kasztanowców padają ofiarą fytoftorozy powodowanej przez lęgniowce: Phytophthora ramorum i Phytophthora cactorum. Na martwych lub obumierających kasztanowcach występują: Plagiostoma aesculi, Diaporthe coneglanensis, Daldinia fissa, żółciak siarkowy Laetiporus sulphureus, żagwiak łuskowaty Cerioporus squamosus, błyskoporek szczotkowaty Inonotus hispidus, lakownica spłaszczona Ganoderma applanatum, gruzełek cynobrowy Nectria cinnabarina i N. ditissima.
Obserwuje się także występowanie w znacznym stopniu listowia nekroz w przypadku drzew sadzonych w miastach w zbyt ciasnych przestrzeniach, np. w wąskich ulicach.
W pierwszej dekadzie XXI wieku stan zdrowotny kasztanowców w Europie Środkowej uległ znaczącemu pogorszeniu. W celu ograniczania ekspansji patogenów konieczne jest możliwie skrupulatne zbieranie i niszczenie opadających liści z drzew oraz ewentualnie stosowanie środków chemicznych. Zwraca się jednak uwagę na szkodliwość zabiegów z użyciem środków chemicznych zarówno dla samych drzew, na których dokonywano ich iniekcji, jak i innych owadów związanych z kasztanowcami, w tym pszczół zbierających z nich nektar.

## Zagrożenia i ochrona

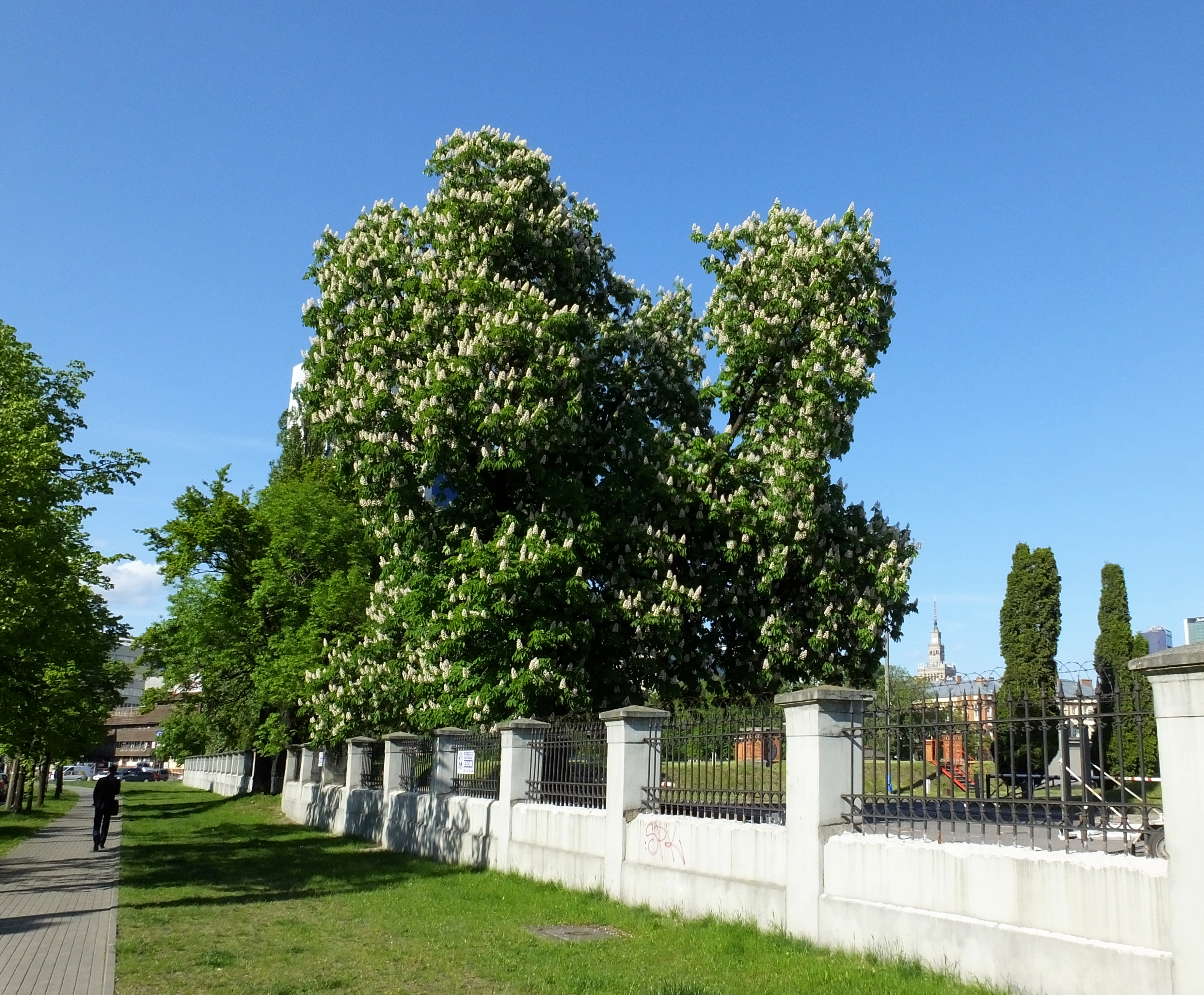
Kasztanowiec pospolity będący pomnikiem przyrody (Filtry Lindleya w Warszawie)

Gatunek uznawany jest narażony na wymarcie w naturze (VU) według światowej czerwonej listy publikowanej przez Międzynarodową Unię Ochrony Przyrody oraz czerwonej listy drzew europejskich. Taką samą kategorię zagrożenia ma w Grecji i Bułgarii, a w Albanii jest krytycznie zagrożony (CR). Problemem w zachowaniu tego gatunku w naturze jest niewielka liczba osobników (oceniana na poniżej 2,5 tysiąca lub 5–9 tysięcy, podczas gdy dla porównania zasoby tego gatunku w Polsce szacowane są na ok. 500 tysięcy drzew), zły stan kasztanowców i ich populacji z powodu inwazji takich patogenów jak szrotówek kasztanowcowiaczek Cameraria ohridella i Anoplophora glabripennis, a także przekształcanie siedlisk powodowane działalnością inwestycyjną, budową dróg, turystyką, eksploatacją drewna i pożarami lasów. Problemem jest również wyjadanie nasion przez bydło i inne zwierzęta oraz pozyskiwanie nasion do celów leczniczych. Gatunek w naturalnym środowisku bardzo słabo się odnawia – w przypadku ponad 60% subpopulacji w Grecji nie obserwuje się odnowienia zupełnie, a skutecznie rozmnaża się jedynie 6%.
Niemal połowa populacji greckich podlega ochronie w rezerwatach i parkach narodowych. Stanowisko w Bułgarii chronione jest także w rezerwacie przyrody, a sam gatunek podlega ochronie prawnej. W Macedonii kasztanowiec pospolity rośnie w trzech parkach narodowych, przy czym ponad 100 drzew rosnących w Parku Narodowym Bistra w dolinie Garskiej Reki zagrożonych jest planowaną budową elektrowni wodnej i zapory.
Dla zachowania gatunku uznaje się za konieczne zwalczanie inwazyjnego szrotówka i innych patogenów, wzmocnienie ochrony rezerwatowej, ograniczanie oddziaływań antropogenicznych na siedliska oraz wprowadzenie kasztanowców z naturalnych stanowisk do upraw ex situ. W 2021 roku gatunek znajdował się w kolekcjach ponad 400 ogrodów botanicznych, arboretów i banków nasion.
Stan kasztanowców pospolitych także na obszarach, gdzie gatunek został introdukowany uległ pogorszeniu w początkach XXI wieku w związku ze zmianami klimatu i rozprzestrzenianiem się zawlekanych, inwazyjnych patogenów.
Dla ochrony drzew przed presją owadów, zwłaszcza szrotówka, kluczowe jest możliwie regularne i skrupulatne usuwanie liści z larwami. W celu ich zniszczenia liście należy spalić lub kompostować pod co najmniej 20 cm grubości warstwą ziemi (bez takiego zabezpieczenia motyl wydostanie się na zewnątrz). Stosować można także pułapki feromonowe oraz opaski i tablice lepowe z feromonami specyficznymi dla szrotówka (inaczej nawet do 90% ofiar stanowić mogą inne bezkręgowce), przy czym są one skuteczne, jeśli założone zostaną w połowie kwietnia, tj. w czasie wylotu pierwszego pokolenia motyla. Stosowane są także metody chemiczne w postaci iniekcji do pni, do gleby pod drzewami oraz w formie oprysków. Rekomendowane jest też ograniczenie udziału kasztanowca w nasadzeniach i zastępowanie go innymi gatunkami z tego rodzaju, które są mało podatne na szkodnika (w tym także mieszańcowy kasztanowiec czerwony).
W związku z inwazją szrotówka i pogorszeniem stanu kasztanowców pospolitych w Polsce od 2005 do 2014 roku prowadzony był program „Pomóżmy kasztanowcom” zapoczątkowany przez Fundację Nasza Ziemia i Clear Channel Polska. W jego ramach organizowano zbiórki publiczne na działania ochronne i leczenie kasztanowców, organizowano akcje grabienia liści i zbioru nasion oraz obchodzono Dzień Kasztanowca (w drugą niedzielę maja).
Kasztanowce często sadzone w parkach, przy kościołach i na cmentarzach podlegają w Polsce ochronie konserwatorskiej. Według Centralnego Rejestru Form Ochrony Przyrody w Polsce kasztanowce chronione są jako 622 pomniki przyrody (stan: 8 stycznia 2019), przy czym w niektórych wypadkach ochronie podlegają całe aleje (np. w Szymanowie i Ruchocicach w Wielkopolsce). Pomnikiem przyrody jest też m.in. najstarszy kasztanowiec w Polsce – Benedykt z Lubinia.

## Obecność w kulturze

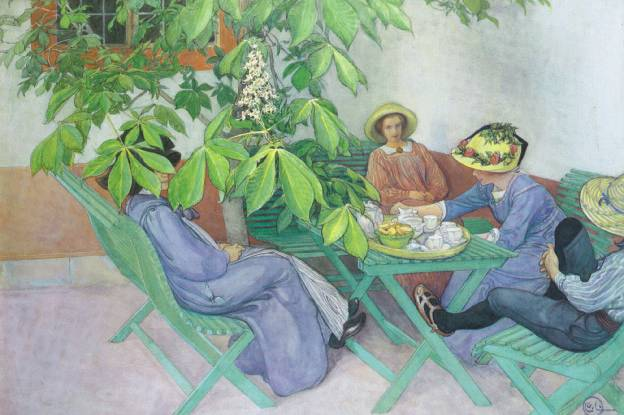
Obraz Carla Larssona „Pod kasztanowcem”

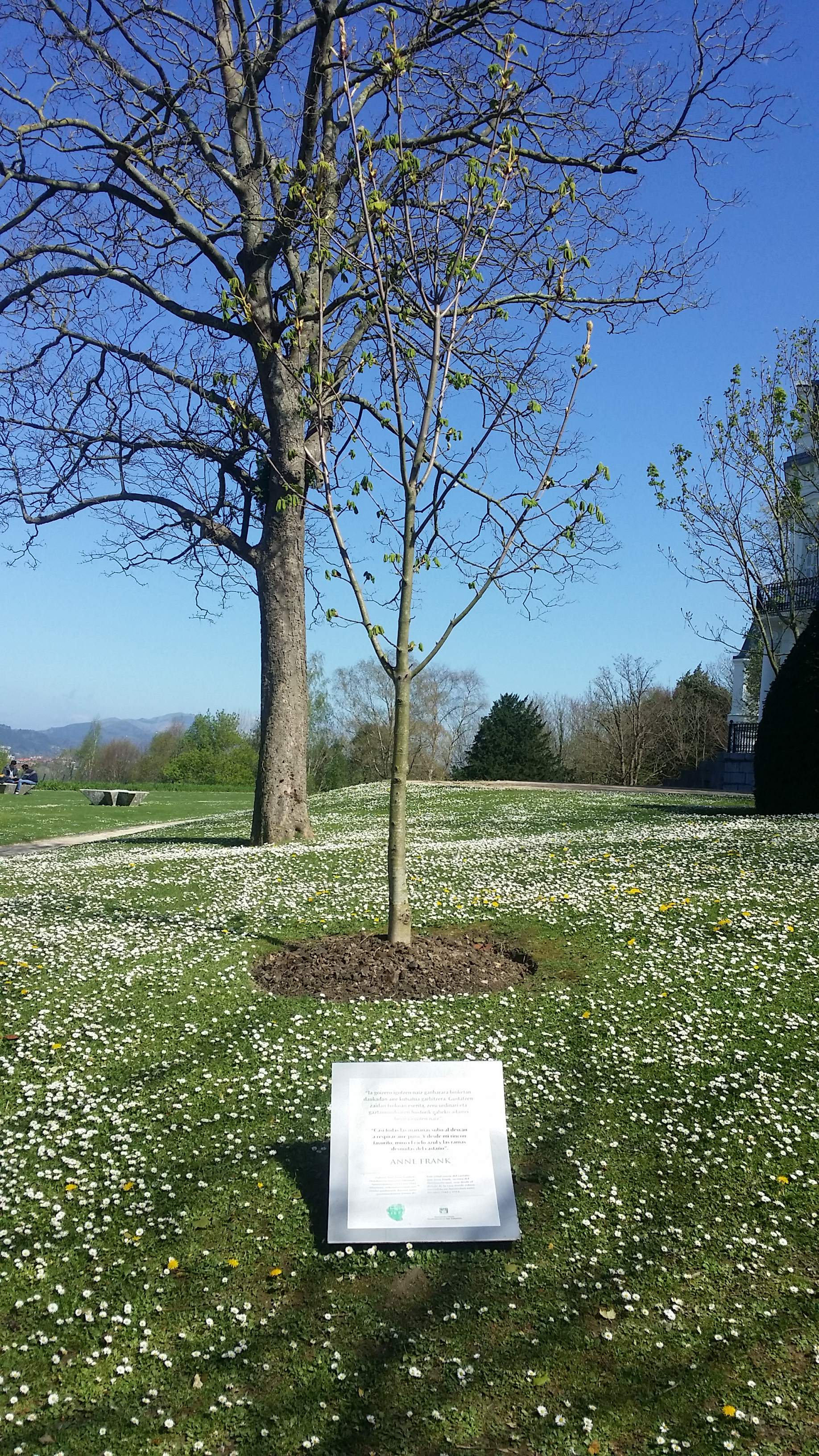
Potomek kasztanowca Anne Frank

Ze względu na kwitnienie kasztanowców na początku maja – kojarzą się one w Polsce z egzaminami maturalnymi przypadającymi tradycyjnie w tym czasie. Spopularyzowane (pod ludową nazwą) też w piosence Wojciecha Gąssowskiego „Gdzie się podziały tamte prywatki” (…) tuż przed maturą kwitły kasztany, żyło się tak jak we śnie (…).
Gałązkami kasztanowca ozdabiano domy i obejścia na wsiach polskich w Zielone Świątki. Przegląd licznych odwołań do kasztanowca w twórczości poetyckiej i ludowej przedstawiła Anna Kaczan w „Piśmie Folkowym”.
Jedną z kultywowanych tradycji pochodzących z terenów wiejskich, zwłaszcza Podlasia, jest noszenie w kieszeniach kasztanów dla łagodzenia bóli artretycznych i reumatycznych. Nasiona kasztanowca są też używane jako naturalne „odpromienniki” chroniące przed „szkodliwym promieniowaniem”, w tym tzw. promieniowaniem geotycznym z żył wodnych. Przechowywane w lnianych woreczkach umieszczane bywają pod łóżkami i w tapczanach. Zalecane jest przy tym podkładanie pod miejsce do spania trzech worków zawierających 15 do 20 nasion i coroczne ich wymienianie. Istnieje też przesąd o zapewnianiu harmonii w domu, w którym na ścianie zawiesi się sznur kasztanów. Z kolei w Europie Zachodniej i Ameryce Północnej znane jest przekonanie, że nasiona kasztanowca odstraszają pająki. Z naukowego punktu widzenia przekonania o tego typu właściwościach kasztanowców nie mają uzasadnienia.
Wierzący w działanie homeopatii stosują też wodę „pamiętającą” właściwości preparatów z kasztanowca w leczeniu przewlekłych nieżytów jamy nosowo-gardłowej z uczuciem suchości i palenia oraz ciemnoczerwonym zabarwieniem; ostrych bóli odbytu, stałych bóli w okolicy krzyża, lędźwi i bioder, nasilających się w czasie chodzenia; obrzęków nóg.
Kasztanowce masowo rosnące w Kijowie na Ukrainie stały się symbolem tego miasta. Gatunek ten jest też typowy dla ogrodów piwnych w Bawarii i związał się z tradycją warzenia i spożywania piwa w tym kraju. Stało się tak dlatego, że kasztanowiec jako gatunek cieniodajny i posiadający płaski system korzeniowy był sadzony nad piwnicami piwiarni w celu ochrony przed nagrzewaniem ziemi nad nimi. W południowej Europie kwitnące kasztanowce są symbolem ludzi zakochanych.
Do znanych drzew tego gatunku należał kasztanowiec rosnący przed miejscem ukrywania się Anne Frank w Amsterdamie w czasie II wojny światowej. Żydowska dziewczyna spędzając czas w oficynie przez ponad dwa lata mogła oglądać rosnącego przed domem kasztanowca i opisywała go w swoim dzienniku, także niedługo przed denuncjacją i wywiezieniem do obozu koncentracyjnego. Drzewo-symbol zostało powalone przez wiatr i ulewę w 2010, jednak wcześniej udało się pozyskać z niego nasiona i uzyskać potomstwo, które stało się jednym z symboli holocaustu i jest sadzone przed miejscami pamięci i muzeami poświęconymi Zagładzie Żydów.
Kasztanowce pospolite odegrały też pewną rolę w powstaniu państwa Izrael i pokonaniu państw centralnych w czasie I wojny światowej. Stało się to za sprawą Chaima Weizmana, który pracując jako chemik w Wielkiej Brytanii wynalazł proces fermentacji z udziałem bakterii, który na skalę przemysłową pozwalał na uzyskanie acetonu. Związek ten był deficytowy, a niezbędny do produkcji materiałów wybuchowych (kordytu). Ze względu na sytuację wojenną i deficyty pożywienia, konieczne do procesu węglowodany pozyskiwano dzięki ogólnokrajowym akcjom zbierania nasion kasztanowców. Sława i wpływy jaką Weizman zdobył dzięki odkryciu ułatwiły mu propagowanie idei syjonistycznej i według niektórych źródeł miały stać się wprost powodem powstania deklaracji Balfoura. Zbiórka nasion kasztanowca powtórzona została w Wielkiej Brytanii także w czasie II wojny światowej.